# Ђиро д’Италија
Ђиро д’Италија (итал. Giro d'Italia) етапна је бициклистичка трка, једна од три гранд тур трке и сматра се другом најпрестижнијом трком на свијету, након Тур де Франса. Обично се одржава у мају, у Италији, а некада пролази кроз сусједне државе. Први пут је одржана 1909. године са циљем да се повећа продаја часописа , а тренутно је организује компанија RCS Sport. Није одржавана само за вријеме Првог и Другог свјетског рата. Првобитно је учешће било дозвољено само Италијанима, а након што је стекла популарност, учешће је дозвољено свим возачима широм свијета. Ђиро је трка у склопу Свјетске бициклистичке уније  и тимови који учествују суUCI ворлд тур тимови, са изузетком тимова који добију специјалну позивницу организатора.
Заједно са Тур де Франсом и Вуелта а Еспањом, Ђиро д’Италија чини најпрестижније бициклистичке трке — гранд тур трке. Обично одржава средином маја и почетком јуна, рута је другачија сваке године, али формат трке остаје исти, возе се обично два хронометра, а иде се кроз Алпе и Доломите. Као и друга два гранд тура, у новијој историји има 21 етапу, уз два дана одмора.
Све етапе су одређене временом, тако да се времена возача сабирају и возач са најмањим временом је лидер генералног пласмана и трке и носи розе мајицу. Поред генералног пласмана, који привлачи највише пажње јер означава и побједника трке, на Ђиру се налазе и друге класификације: класификација по поенима за спринтере, брдска класификација за брдаше, класификација за најбољег младог возача за возаче до 25 година, класификација за најагресивнијег возача и тимска класификација. Поред њих, постоје и друге мање класификације и награде. Етапне побједе такође доносе велики престиж и новчане награде и сваки тим долази са својим спринтером у циљу остваривања што више побједа.
Рекордери по броју побједа су Алфредо Бинда, Фаусто Копи и Еди Меркс, са по пет. Рекордери у класификацији по поенима су Франческо Мозер и Ђузепе Сарони који су по четири пута освојили класификацију, док је Ђино Бартали освојио брдску класификацију седам пута. Класификацију за најбољег младог возача су по два пута освојила четири возача.

## Историја

### 1908—1909: Идеја и прва трка
Идеја о стварању бициклистичке трке која би била одржавана око Италије први пут је предложена када је уредник часописа La Gazzetta dello Sport, Туло Моргањи, послао телеграм власнику часописа Емилију Костамању и уреднику бициклистичког сектора Арманду Куњеу, изразивши потребу за италијанским Туром. У то вријеме, ривалски часопис, Corriere della Sera, планирао је оснивање бициклистичке трке, наком успјеха који су постигли одржавањем трке аутомобила. Моргањи је одлучио да одржи своју трку прије трке ривалског часописа, али његов часопис није имао новца. Након успјеха који је La Gazzetta dello Sport имала организовањем трка Ђиро ди Ломбардија и Милано—Санремо, власник Костамања се сложио са идејом. Дана 7. августа 1908. објавили су на насловној страни часописа да покрећу трку, која је требало да се одржи у мају 1909. Идеја за оснивање трке инспирисана је Тур де Франсом и успјехом који је часопис L'Auto остварио покретањем трке.
Пошто је за организацију трке фалило 25.000 лира, консултовали су Прима Бонгранија, рачуновођу у банци Каса ди Риспармио, који је био пријатељ све тројице. Бонграни је путовао кроз Италију тражећи донације да би се трка одржала. Његов труд је био успјешан и сакупио је довољно новца да покрије оперативне трошкове. Новац који је требало да буде дат као награде, дошао је из казина у Санрему, након што их је Франческо Сгирла, бивши радник у часопису, подстакао да допринесу трци.
На дан 13. маја 1909. у 02.53 по локалном времену, 127 возача стартовало је први Ђиро, у Милану. Трка је имала осам етапа, укупно 2.448 km. Трку је завршило укупно 49 возача, а побиједио је Италијан Луиђи Гана, који је такође остварио три етапне побједе. Као награду за побједу добио је 5.325 лира, док је последњи возач у генералном пласману добио 300 лира. Директор Ђира добио је само 150 лира, 150 мање него последњепласирани возач.

### 1910—1953: Доминација Италијана
Од оснивања трке па све до 1950. побједници Ђира били су само Италијани. Прва трка је била толико успјешна да су организатори додали још двије етапе и 500 km. Побједника је одлучивао систем бодовања; побједник етапе је добијао један поен, другопласирани два и тако све до позиције 51. Возач који заврши на 51 месту и сви након њега добијали су 51 поен. Године 1910. Карло Галети је био лидер од друге етапе до краја. Ђиро 1911. је био први који није стартовао или се завршио у Милану, старт и финиш трке је помјерен у главни град Италије — Рим, у знак прославе 50 годишњице уједињења Италије. Побиједио је Галети, који је тако постао први возач који је два пута освојио трку.
Године 1912. укинут је индивидуални генерални пласман и уведен је генерални пласман за тимове. Сваком тиму је било дозвољено да има само по четири возача, а поени су се додјељивали на основу позиције на етапама; поени четири возача су се сабирали и тим са најмање поена је био лидер трке. Промјене у генералном пласману су изазвале критике од самог почетка. Трку је стартовало 14 тимова, а побиједио је тим Атала, који је био лидер од почетка до краја. За тим Атала су возили Гана, Галети, Еберардо Павези и Ђовани Микелето, а Гана је једини возач Атале који није завршио трку. Да се рачунао индивидуални генерални пласман, без обзира да ли по оствареном времену или поенима, Галети би освојио трку по трећи пут.
На трци 1913. је враћен индивидуални генерални пласман, а по последњи пут се рачунао по систему са поенима. На трци је први пут учествовао Костанте Ђирарденго, а освојио је Карло Оријани, који се прије почетка трке борио у Турско-италијанском рату. На трци 1914. побједника нису одлучивали поени, већ остварено вријеме. Према новом систему, сабирало се вријеме возача на свакој етапи и возач са најмањим укупним временом је био лидер трке. На трци је учествовао 81 возач, али је завршило само осам. Побиједио је Алфонсо Калцолари, који је завршио скоро два сата испред другопласираног Пјерина Албинија. Планирано је одржавање трке и 1915. али је отказана када је Италија ушла у Први свјетски рат.
Након рата, трка је поново одржана 1919. Пролазило се кроз уништене дјелове Сјеверне Италије, што је било тешко и за организаторе и за возаче. Костанте Ђирарденго је постао први возач који је био лидер Ђира од почетка до краја, побиједивши 51 минут испред Гаетана Белонија, а остварио је седам етапних побједа на десет етапа. Марсел Бојсе је постао први странац који је Ђиро завршио на подијуму, завршивши на трећем мјесту, сат и пет минута иза Ђирарденга. Године 1920. стартовало је скоро 50 возача, а завршило је само десет. Прва етапа је вожена у Швајцарској, што је био први пут да се ишло ван граница Италије. Ђирарденго је био фаворит, али је морао да напусти трку због пада на другој етапи. Трку је освојио Белони, 32 минута испред Анђела Грема, док је на трећем мјесту завршио Француз Жан Алавоан.
Ђирарденго је побиједио на прве четири етапе на трци 1921. али је током пете етапе учествовао у паду, а када је то видио Белони, одмах је напао. Ђирарденго је наставио да вози још 60 km, након чега је одустао од потјере за Белонијем и напустио трку. Белони је био нови лидер, шест секунди испред Бартоломеа Ајмоа, али је на седмој етапи Брунеро напао и преузео је вођство у генералном пласману 52 секунде испред Белонија, што му је било довољно да освоји Ђиро на последњој етапи у Милану. Године 1922. било је контроверзних ситуација између конкурената за генерални пласман. На првој етапи, Ђовани Брунеро је извршио нелегалну замјену точка, узевши точак од сувозача Алфреда Сивоција и кажњен је са 25 минута. Ђирарденго и Белони, заједно са својим тимовима су тражили да Брунеро буде дисквалификован са трке због кршења правила. Тимови Бјанки и Маино, за које су возили Ђирарденго и Белони, напустили су Ђиро у знак протеста што је Брунеро добио само казну од 25 минута. Брунеро је освојио Ђиро други пут у каријери, 12 минута испред сувозача Ајмоа, а на трећем и четвртом мјесту су такође завршили возачи тима Лењано, Ђузепе Енричи и Алфредо Сивочи.
Године 1923. Ђирарденго је остварио осам етапних побједа на десет етапа и освојио је трку 37 секунди испред Брунера, док је Ајмо завршио на трећем мјесту, Федерико Гај на четвртом, а Отавио Ботекја на петом мјесту, што је био најбољи пласман неког самосталног возача. Бројни возачи, међу којима су били Ђирарденго, Брунеро, Ботекја и Белони, тражили су од тимова новац како би возили Ђиро, док су тимови тражили новац од организатора. Како нико није хтио да плати, возачи су се договорили да не возе Ђиро 1924. Како би имали што већи број учесника, организатори су омогућили учествовање самосталним возачима, без тимова, а такође су понудили бесплатне собе и храну за 90 возача. На списку намирница било је 600 пилића, 720 јаја, 4.800 банана, 2.000 флаша минералне воде, 750 килограма меса, као и џемови, колачићи, јабуке и поморанџе. Стартовало је 90 возача, а по први пут од 1911. вожено је 12 етапа, које су биле просјечне дужине од 302 km, а укупна дужина износила је 3.613 km. На трци је по први и једини пут у историји учествовала жена — Алфонсина Страда, која се пријавила под именом Алфонсин и нико није знао да се за трку пријавила жена. Организатори су јој дозволили да учествује након што су схватили на старту прве етапе да је у питању жена, а на првих неколико етапа завршавала је испред бројних других такмичара. На осмој етапи, послије више падова и проблема са бициклом, завршила је ван временског лимита, али организатори су јој дозволили да настави трку, с тим што се њено вријеме није рачунало у генералном пласману. Трку је освојио Енричи, 58 минута испред Гаја који је био лидер од треће до седме етапе. Анђоло Габријели је завршио на трећем мјесту, док је Страда завршила 38 сати иза Енричија. За организаторе њена вожња није била довољно добра и није јој дозвољено да вози трку никад више, али се такмичила на другим тркама у Европи.

#### 1925—1935: Године Биндине доминације
Трку 1925. нису возили тимови Маино и Бјанки, док су фаворити били Ђирарденго и Белони из тима Волсит, као и Брунеро из Лењана, за који је возио Алфредо Бинда, који је дебитовао на трци. На трећој етапи , Ђирарденго је помагао Бастетију да побиједи, док се Белони мучио и завршио је 16 минута иза, због чега је био љут на Ђирарденга што није помагао њему, јер је он двоструки побједник Ђира. На петој етапи, Ђирарденго је поправљао издушену гуму, када је Бинда напао, а до краја етапе му је помагао Белони који је био љут на Ђирарденга и Бинда је преузео вођство у генералном пласману. Бинда је освојио Ђиро на свом дебију, скоро пет минута испред Ђирарденга, који је остварио шест етапних побједа. Године 1926. Бинда је пао на првој етапи и изгубио је 37 минута, али су га из тима убиједили да настави да вози. Због пада, Бинда је радио за Брунера, а послије прве двије етапе Доменико Пјемонтези је био лидер са девет минута испред Егидиа Пикјотина. Пјемонтези је повећао предност на 14 минута на трећој етапи, али се након етапе сударио са мотоциклом. Записано је да су се представници тимова Волсит (са Биндом и Брунером) и Лењана (са Ђирарденгом и Белонијем), састали увече како би разговарали о трци наредног дана, помињајући и потенцијалне нападе и начине да се трка учини забавнијом за навијаче. Оба тима имала истог власника, Емилија Бозија, али није познато да ли се састанак заиста десио. На четвртој етапи, Ђирарденго, Бинда и Брунеро су се издвојили и завршили су заједно, десет минута испред четвртопласираног, Ђирарденго је преузео вођство у генералном пласману, а Пјемонтези је напустио трку због исцрпљености. На седмој етапи, Ђирарденго је ишчашио зглоб и поново је морао да напусти Ђиро док је био лидер, а вођство у генералном пласману преузео је Брунеро који га је сачувао до краја и освојио је Ђиро 19 минута испред Бинде.
Прије почетка трке 1927. организатори су направили одређене промјене; победник етапе је добијао минут бонификације и етапе су се возиле сваке дан, док је раније био барем један дан одмора између сваке етапе. Бинда је побиједио на 12 етапа и освојио је Ђиро по други пут. Бинда је освојио Ђиро и 1928. уз шест етапних побједа, поставши други возач који је Ђиро освојио три пута. Такође, на Ђиру 1928. учествовало је рекордних 298 возача, а трку је завршило њих 126.
Године 1929. Ђиро је стартовао у Риму, што је било други пут у историји да није стартовао у Милану. Бинда је остварио рекордних осам етапних побједа заредом и освојио је трку по четврти пут, преко три минута испред Пјемонтезија. Године 1930. Бинди је плаћено 22.500 лира, исто колико добија и побједник, да не учествује на Ђиру. Трку је освојио Луиђи Маркизио, 52 секунде испред Луиђија Ђакобеа, а са 21 годином, једним мјесецом и 13 дана, постао је најмлађи побједник Ђира.
Године 1931. уведена је розе мајица, за лидера трке. Роза боја је изабрана зато што је часопис La Gazzetta dello Sport штампао свој тираж на розе папиру. Розе мајицу је први обукао Леарко Гвера, који је побиједио на првој етапи. Бинда се вратио на Ђиро, али га је напустио током шесте етапе, у тренутку када је био лидер. Трку је освојио Франческо Камусо, скоро три минута испред Ђакобеа. Године 1932. Бинда је био у лошој форми и радио је за сувозача Антонија Пезентија, који је преузео вођство побједом на седмој етапи и освојио је трку 11 минута испред Јефа Демојсера.
Брдска класификација и хронометар представљени су на Ђиру 1933. Такође, организатори су повећали број етапа на 17. Бинда је освојио трку по пети пут, 12 минута испред Демојсера, уз освојену и брдску класификацију, чиме је постао први возач који је Ђиро освојио пет пута.
Године 1934. Бинда  је морао да напусти Ђиро због повреде коју је задобио јер га је ударио полицијски мотоцикл, а за побједу су се борили Гвера и Камусо. Након велике борбе, Гвера је освојио Ђиро 51 секунду испред Камуса, остваривши десет етапних побједа на 17 етапа. Године 1935. организатори су укинули бонификацију за побједнике етапа и увели су кратке етапе, па су вожене и по двије у једном дану. На трци је последњи пут учествовао Алфредо Бинда и по пут је учествовао Ђино Бартали. Трку је освојио Васко Бергамаски, три минута испред Ђузепеа Мартана. Првобитно је дошао како би помогао сувозачу Ђирарденгу, који је освојио свој први Ђиро 1919.

#### 1936—1953: Борба Барталија и Копија
Због политичке ситуације у Италији у то вријеме, на Ђиру 1936. није било дозвољено учешће странцима. Организатори су, по први пут у историји, укључили брдски хронометар, који је био дуг 20 km, до врха успона Монте Терминиљо. Бартали је преузео вођство на деветој етапи, сачувао га до краја и освојио је трку два и по минута испред Ђузепеа Олма. Године 1937. организатори су на трку укључили Доломите и екипни хронометар по први пут. Бартали је освојио свој други Ђиро, осам минута испред Ђованија Валетија.
Бартали, који је освојио Ђиро двије године заредом, одређен је од стране италијанске владе да вози Тур де Франс умјесто Ђира 1938. Валети је преузео лидерску мајицу на деветој етапи, задржао је до краја и освојио је трку скоро девет минута испред Ециа Чекија. Године 1939. Валети је преузео вођство на етапи 11, након чега је Бартали преузео лидерску мајицу на етапи 15, 58 секунди испред Мариа Вичинија, док је Валети пао на четврто мјесто у генералном пласману, преко три минута иза. На етапи 16, Бартали је пао и гума му се бушила неколико пута, због чега је изгубио вријеме, а Валети је преузео лидерску мајицу, три минута испред Барталија. Бартали је побиједио на последњој етапи, али је Ђиро освојио Валети, по други пут, а Бартали је освојио брдску класификацију по четврти пут.
На трци 1940. Бартали је пао на другој етапи и изгубио доста времена. Фаусто Копи је постао лидер тима и преузео је лидерску мајицу на етапи 11. Прије почетка етапе 16, Копи је појео сендвич са пилетином, а током етапе почео је да има стомачних проблема и пред почетак другог успона морао је да сиђе са бицикла како би повраћао и група је отишла од њега. Достигао га је Бартали који је био иза групе јер му се гума пробушила. Убиједио га је да настави да вози и да трка није изгубљена, дао му је своју воду и радио за њега, захваљујући чему је Копи сачувао предност у генералном пласману. На етапи 17, Копи и Бартали су се одвојили од осталих возача, Копију се два пута пробушила гума, а Бартали га је чекао оба пута. На успону Села, Барталију се пробушила гума, а Копи га није чекао, након чега га је зауставио Павези из аутомобила, рекавши му да чека. Њих двојица су возили заједно до циља, Бартали је остварио побједу, а Копи је на последње три етапе сачувао предност и освојио је Ђиро скоро три минута испред Енрика Молоа, а са 20 година, осам мјесеци и 18 дана, постао је најмлађи побједник Ђира.
Други свјетски рат је проузроковао прекид Ђира након 1940. Бенито Мусолини, италијански диктатор у то вријеме, покушао је да задржи одржавање бициклистичких трка и током Другог светског рата. Ђиро је захтевао много бензина, хране и других залиха које би ометале труд Италије у рату и Ђиро није одржаван. Влада је креирала нови Ђиро, састављен од једнодневних трка у Италији. Возачи су добијали поене на основу позиција на свакој трци. Неке од битних трка које су биле у саставу тог Ђира су Ђиро ди Ломбардија и Милано—Санремо. Нови Ђиро је први освојио Ђино Бартали 1942. године, а 1943. владин Ђиро је прекинут када су се савезничке снаге искрцале у Сицилију и свргнули Мусолинија са власти. Када се Мусолини вратио на власт, бициклизам у Италији је потпуно заустављен.
Ђиро је поново покренут 1946. а организатори су додали црну мајицу за последњег возача у генералном пласману. Бартали и Копи су се вратили на Ђиро, али у супротним тимовима. Бартали је преузео вођство након етапе 13 и освојио је Ђиро без етапне победе, 47 секунди испред Копија. Године 1947. први пут су сви возачи били чланови комерцијалних тимова, није било индивидуалаца, учествовао је један Швајцарац и неколико Белгијанаца, међу којима је био и Силвер Мас, двоструки побједник Тур де Франса. Навијачи су били страствени око Копија и Барталија толико да је полиција морала да додијели два одреда чувара да заштите возаче од навијача, док је Бартали о растућем ривалству изјавио да ће Копи побиједити на Ђиру 1947. преко његовог мртвог тијела. Прву етапу је стартовао Луиђи Гана, побједник првог Ђира, са 63 године. Бартали је преузео лидерску мајицу на четвртој етапи, а након што је Серс Копи морао да напусти трку због пада на шестој етапи, Фаусто Копи је такође хтио да напусти трку, али су га из тима убиједили да настави. На етапи 16, Барталију је спао ланац на успону Фалцарего, а када је то видио Копи, одмах је напао. На спусту, Копи је имао проблема са ланцем и Бартали се вратио до њега. На последњем успону, Пасо дел Пордои, Копи је напао, што Бартали није могао да прати. До краја етапе је Копи повећавао предност и побиједио је преко четири минута испред групе у којој је завршио Бартали и преузео је розе мајицу, минут и 40 секунди испред Барталија. До краја је сачувао предност и освојио је Ђиро по други пут, а први пут за тим Бјанки послије 27 година. Године 1948. Фјоренцо Мањи је на деветој етапи напао и завршио је преко 13 минута испред Копија и Барталија, а розе мајицу је преузео на етапи 14, 56 секунди испред Еција Чекија. Чеки је преузео вођство у генералном пласману на етапи 15, преко два минута испред Мањија. на етапи 16 Копи је побиједио и смањио је заостатак у генералном пласману, након чега је побиједио и на етапи 17, два и по минута испред групе у којој је завршио Мањи. Судије су казниле Мањија са два минута због тога што су га гурали на успону, али је преузео лидерску мајицу 11 секунди испред Чекија, док је Копи дошао на треће мјесто у генералном пласману, минут и 20 секунди иза. Копи и тим Бјанки су тражили да буде дисквалификован, судије нису промијениле одлуку и Копи је са комплетним тимом напустио трку. До краја није било промјена и Мањи је освојио трку 11 секунди испред Чекија, што је у том тренутку била најмања разлика у историји Ђира.
Године 1949. Мањи није возио због болести, а поново су главни фаворити били Копи и Бартали. Послије девете етапе, Копи је заостајао десет минута иза Адолфа Леонија. На етапи 17 возило се пет великих успона: Коле дела Мадалена, Варс, Изоар, Монђиневро и Сестријере, Копи је напао на почетку етапе и прешао је први преко свих успона, побиједивши на етапи скоро 12 минута испред Барталија и преузео је лидерску мајицу. Вођство је сачувао до краја и освојио је Ђиро по трећи пут, 23 минута испред Барталија. Копи је и на Ђиро 1950. дошао као фаворит, али је у паду на деветој етапи сломио карлицу и морао је да напусти трку. Хуго Коблет је преузео вођство на осмој етапи и задржао га је до краја и тако постао први странац који је освојио Ђиро.
Године 1951. Рик ван Стенберген је преузео лидерску мајицу на етапи 13, четири минута испред Ђанкарла Аструе и Мањија, али је Мањи смањио заостатак на минут и по на етапи 17, а затим је на етапи 18 преузео розе мајицу скоро два минута испред Стенбергена. На последње двије етапе није било промјена и Мањи је освојио Ђиро по други пут, три године након првог, минут и 40 секунди испред Ван Стенбергена и два и по минута испред Фердинанда Киблера. На Ђиру 1952. догодила се прва смрт возача, Орфео Понсин је умро након пада на спусту са успона Мерлуца. Фаусто Копи је преузео вођство на десетој етапи, након чега је побиједио на двије етапе и освојио је Ђиро девет минута испред Мањија. Године 1953. Киблер који је завршио на подијуму 1951. био је у лошој форми и није могао да заврши ни прву етапу. Током четврте етапе, Винченцо Росело је напао и бацио је музету на улицу. Дјевојчица је потрчала да је узме, а из кривине је убрзао Коблет како би достигао Росела и ударио је у дјевојчицу, која није повријеђена, али је Коблет пао и бицикл му је уништен. Из тима су му дали други бицикл и сувозачи су радили за њега како би се вратио у главну групу. Копи и Луизон Бобе су чули да је Коблет имао проблема и да је иза групе,  због чега су, заједно са другим возачима у групи, успорили како би му омогућили да их достигне. Прије хронометра на осмој етапи, Копи, Бартали, Коблет и Бобе су били изједначени у генералном пласману. На хронометру је побиједио Коблет и преузео розе мајицу, док је Копи завршио минут и 20 секунди иза, Мањи три, а Бобе три и по минута. На екипном хронометру, Копи је смањио заостатак на 55 секунди, али је на етапи 18 Коблет напао, завршио минут испред Копија и повећао предност на минут и 59 секунди у генералном пласману. На етапи 19 вожена су четири велика успона, а циљ је био након спуста на писти у Болзану. Коблет је напао на претпоследњем успону, док га је Копи достигао на последњем, на успону Села и отишао од њега. Коблет га је на спусту достигао и стигли су на циљ заједно. Копи је почео да спринта и побиједио са неколико секунди испред, али су организатори додијелили Коблету исто вријеме, сматрајући да је пустио Копија да побиједи као утјешну награду. Послије етапе Копи је честитао Коблету, рекавши му да је он јачи и да је Ђиро његов. Ноћ пред етапу 20, на којој је вожен успон Пасо ди Стелвио, читав тим Бјанкија је убјеђивао Копија да може да побиједи на Стелвију и да освоји Ђиро, али им је Копи рекао да је Ђиро завршен и отишао је у кревет. Прије почетка етапе, Еторе Милано, Копијев сувозач, отишао је до Коблета и тражио му да скине сунчане наочаре јер хоће да се слика са њим. Он је примијетио на Коблету проширене зенице и уморан изглед, што је био доказ прекомјерне употребе амфетамина, који су возачи тада обично користили у мањим дозама. Милано је рекао Копију да Коблет изгледа лоше и да је вјероватно узео превелику дозу амфетамина. Копи му је одговорио да се он такође осјећа мало слабије од амфетамина и да не подноси врућину. На почетку успону на Стелвио, већина возача је отпала из групе, а након што су сви Копијеви сувозачи радили на челу и отпали, у групи су остали Копи, Коблет, Форнара, Бартали и Нино Дефилипис. Копи је питао Дефилиписа да нападне, што је он урадио. Копи није пратио, али јесте Коблет, иако је Дефилипис заостајао пола сата у генералном пласману. Копи је затим напао и прошао поред обојице, а Дефилипис је о томе касније изјавио да је ишао као да вози мотор и да никад није видио ништа налик томе како је Копи отишао од њега на Стелвију. Копи је побиједио на етапи, док је Коблет пао двапут и завршио је три и по минута иза Копија, који је преузео розе мајицу. Дефилипис је послије етапе рекао да би Коблет задржао мајицу да је остао са Копијем умјесто што је трошио снагу да би њега достигао. На последњој етапи није било промјена и Копи је освојио Ђиро по пети пут, изједначивши рекорд Алфреда Бинде, минут и по испред Коблета.

### 1954—1967: Побједе странаца и контроверзе
На трци 1954. возачи су били незадовољни условима и нису хтјели да се превише такмиче. Швајцарац Карло Клеричи је отишао у бијег на шестој етапи заједно са Нином Асирелијем, и брзо су стекли велику предност. Копи је имао стомачних проблема, док остали возачи нису хтјели да раде на достизању и завршили су преко пола сата иза Клеричија који је преузео розе мајицу. Копи је побиједио на етапи 20 и надокнадио нешто времена, али на етапи 21, група је ишла лагано преко успона, што су медији назвали скандалозним, а навијачи поред пута их гледали зачуђено. Њима је било потребно девет и по сати да одвезу етапу дугу 222 km, на којој је побиједио Коблет нападом у финишу. На последњој, етапи 22, чији је циљ био у Милану, Ван Стенберген је побиједио у спринту, а навијачи су звиждали возачима, док је Копи суспендован два мјесеца јер је предводио штрајк, али му је суспензија брзо укинута. Побиједио је Клеричи 24 минута испред Коблета. Године 1955. Мањи је побједом на другој етапи преузео розе мајицу, коју је изгубио на десетој етапи, када је пао на четврто мјесто, 50 секунди иза Бруна Монтија. На етапи 12, Рафаел Жеминијани је преузео лидерску позицију двије секунде испред Гастонеа Ненчинија, док су Мањи и Копи заостајали око три минута. Ненчини је преузео лидерску мајицу на етапи 15, коју је држао до етапе 20, која је вожена по лошим путевима и многи возачи су имали проблема са пробушеном гумом. Мањи је напао на 160 km до циља, што је пратио само Копи и њих двојица су возили заједно до циља. На око 80 km до циља, италијански радио програми су прекинули своје емисије како би извјештавали о двојици старих шампиона који су у бијегу, након чега су хиљаде људи изашли на улице како би их поздравили. Копи је побиједио на етапи, док је Мањи преузео розе мајицу 13 секунди испред Копија, а Ненчини је пао на треће мјесто, преко четири минута иза. На последњој етапи није било промјена и Мањи је освојио Ђиро по трећи пут. Године 1956. Паскале Форнара је побједом преузео лидерску мајицу на етапи 11 испред Алесандра Фантинија. На етапи 12, Мањи је пао са спуста и сломио је лијеву кључну кост, а послије етапе доктор му је рекао да треба да стави гипс и напусти трку. Он је то одбио пошто је слиједио дан одмора и тражио је да му доктор стави еластични завој умјесто гипса, како би наставио да вози. Прије почетка брдског хронометра на етапи 13, Мањи је покушао да вози на успону али није могао да користи мишиће лијеве руке како би притискао ручке управљача бицикла што јаче, након чега му је механичар Фалијеро Маси исјекао комад унутрашње цијеви и дао му да га вуче устима током етапе. Током етапе 16, Мањи није имао довољно снаге у лијевој руци да би извјегао прекоп поред пута, у који је ударио и пао је поново на сломљену кост. Онесвијестио се од бола, а затим је дошла хитна помоћ како би га одвезла у болницу. У колима хитне помоћи су му дали воду и могао је да устане на ноге, а када је схватио да га воде у болницу, вриснуо је и рекао возачу да стане, јер није хтио да напусти Ђиро у последњој сезони у каријери. Вратио се на бицикл, главна група је успорила како би га сачекала и није изгубио вријеме. Није знао да ли је његово стање озбиљно јер није хтио да ради рендген те ноћи послије етапе, а на етапи 17, које је вожена на успону Стелвио, завршио је на другом мјесту, иако је имао проблема на спусту јер није могао да кочи лијевом руком. На етапи 18, чији је циљ био на успону Монте Бондоне, због великих хладноћа, које су биле и до -10 степени, трку је напустило 60 возача, међу којима је био и лидер Форнара, а розе мајицу је преузео Шарли Гол, који је заостајао 16 минута иза Форнаре, док је Мањи трећим мјестом на етапи дошао до другог мјеста у генералном пласману, изјавивши да није могао да вјерује кад је видио да возач у розе мајици напушта трку, додавши да он никада не би пустио, већ да би радије ходао до циља. Након што је прошао линију циља на етапи, Гол је одвезен у болницу, јер му се мајица залијепила за кожу. На последње двије етапе Мањи је нападао, али је Гол задржао предност и освојио је трку, поставши први луксембуршки побједник Ђира. Мањи је завршио на другом мјесту са два прелома, утврдивши накнадно прелом хумеруса.
Године 1957. Копи је у марту и поломио фемур, због чега није возио Ђиро, а главни фаворити су били Дефилипис, Гол, Бобе, Форнара и Ненчини. На првој етапи је побиједио Ван Стенберген, а од возача који се боре за генерални пласман, једино су Бобе и Ерколе Балдини завршили у првој групи, док су остали изгубили два минута. На брдском хронометру дугом 30 km на другој етапи, Гол је побиједио, док је розе мајицу преузео Бобе, 27 секунде испред Мигела Поблета, а Гол је заостајао 37 секунди. На четвртој етапи, Дефилипис и Ненчини су били у бијегу који је стигао до циља и Дефилипис је дошао на друго мјесто у генералном пласману, осам секунди иза Бобеа. Након што је био поново у бијегу на осмој етапи, Дефилипис је преузео розе мајицу 13 секунди испред Бобеа и задржао је до хронометра на етапи 12, на којем је побиједио Балдини, а розе мајицу је преузео Бобе, двије секунде испред Балдинија. На етапи 15, која је вожена у Алпима, Бобе, Ненчини, Гол и Жеминијани су се одвојили од осталих, на последњем успону је Жеминијани отпао, а у спринту је побиједио Бобе, док су Балдини и Форнара изгубили преко четири минута. На етапи 16, чији је циљ био на успону Кампо дел Фјори, Гол је завршио скоро минут и по испред Ненчинија и преко два минута испред Бобеа, али због тога што су навијачи гурали Ненчинија, а за сједишта и дресове француске возаче, судије су морале да поправљају вријеме за Ненчинија и Бобеа. Гал је преузео розе мајицу 56 секунди испред Ненчинија и минут и 17 секунди испред Бобеа. Циљ етапе 18 био је на успону Монте Бондоне, а прије почетка етапе Гол је изјавио да је трка завршена. На око 90 km до циља, Бобе је направио паузу да би мокрио, што су урадили и остали возачи из француског тима, а затим и Ненчини и италијански тим. Гол је прошао поред њих и стао мало касније како би и он мокрио, а након што је Бобе пролазио поред њега, Гол је направио гест полним органом према њему. Бобе је рекао Жеминијанију да убрза темпо, што су пратили Ненчини, Балдини и Поблет. Гол није могао да их достигне јер је већину времена возио сам и завршио је десет минута иза, а розе мајицу је преузео Ненчини, 19 секунди испред Бобеа. На етапи 19 вожена су три велика успона, а француски тим је диктирао јак темпо и већ на првом успону у групи је остало само шест возача. На спусту са другог успона, Ненчинију се пробушила гума, док су остали возачи отишли од њега, сви изузев Гола, који га је чекао како би му помогао да Бобе не освоји трку. Жеминијани је радио за Бобеа на последњем успону, али су их Гол и Ненчини достигли; Гол је побиједио на етапи а Ненчини је задржао розе мајицу. До краја није било промјена и Ненчини је освојио трку 19 секунди испред Бобеа, Балдини је завршио на трећем, а Гол на четвртом мјесту. Послије трке, Гол је рекао Бобеу да ће се осветити и да ће га убити. Године 1958. поново су возили Гол, Бобе и Ненчини, а за Италију су такође возили још Балдини и Форнара. На првих шест етапа било је шест различитих лидера. Ђовани Петинати је преузео розе мајицу на шестој етапи и задржао је до етапе 12, када је преузео Агостино Колето. Балдини је побиједио на етапи 15 и преузео је розе мајицу, коју је сачувао до краја и освојио је Ђиро четири минута испред Жана Бранкара. Гол је завршио на трећем мјесту, Бобе на четвртом, а Ненчини на петом.
Године 1959. Рик ван Лој је побиједио на првој етапи, а Жак Анкетил на другој и преузео је розе мајицу. Гол је преузео лидерску мајицу на побједом на трећој етапи и држао је до етапе 15, када је поново преузео Анкетил, минут и по испред Ван Лоја, а Гол је пао на треће мјесто. На хронометру на етапи 19, Анкетил је побиједио минут и 20 секунди испред Балдинија и повећао је предност на преко три минута испред Гола у генералном пласману. На етапи 21, на којој је вожено неколико успона, Анкетил није јео, остао је без енергије и није могао да прати друге возаче, завршивши скоро десет минута иза Гола који је побиједио на етапи и преузео розе мајицу. На последњој етапи није било промјена и Гол је освојио Ђиро по други пут, шест минута испред Анкетила. По први пут у историји, од почетка до краја трке ниједан Италијан није носио розе мајицу. Године 1960. Анкетил је преузео розе мајицу на трећој етапи, а након успјешног бијега на шестој етапи, Јос Хувенарс је преузео лидерску мајицу, скоро два минута испред Анкетила. На етапи 14, Анкетил је побиједио на хронометру минут и по испред Балдинија, Ненчини је завршио четири и по минута иза, а Гол скоро седам минута иза и Анкетил је преузео розе мајицу три минута и 40 секунди испред Ненчинија. На етапи 20, на којој је вожено неколико успона, а циљ је био на успону Пасо ди Гавиа, Анкетил је поново имао проблема и није могао да прати друге возаче. Гол је побиједио на етапи 14 секунди испред Имерија Масињана, док је Анкетил завршио скоро четири минута иза, али је задржао розе мајицу 28 секунди испред Ненчинија. На последњој етапи није било промјена и Анкетил је освојио трку испред Ненчинија, поставши први француски побједник Ђира, док је Гол завршио на трећем мјесту. Године 1961. возили су Анкетил, Ван Лој, Гол и Дефилипис, а лидер Бјанкија био је млади Франко Балмамион. Поблет је побиједио на првој етапи и носио је розе мајицу до седме етапе, када је преузео Антонио Суарез. Након успјешног бијега на осмој етапи, Гијом ван Тонгерло је преузео лидерску мајицу скоро три минута испред Суареза, а у главној групи је пао Арналдо Памбјанко и завршио је два минута иза групе. На хронометру на деветој етапи, Анкетил је побиједио скоро три минута испред Ван Тонгерлоа и Суареза и дошао је на друго мјесто у генералном пласману на а на десетој етапи преузео је розе мајицу 56 секунди испред Суареза. На етапи 14 је отишло у бијег седам возача, међу којима је био Памбјанко, који је заостајао минут и 20 секунди иза Анкетила. Бијег је завршио минут и 40 секунди испред групе и Памбјанко је преузео розе мајицу 24 секунде испред Анкетила. Пред етапу 20 на којој је вожен успон Пасо дело Стелвио, Памбјанко је био 44 секунде испред Анкетила и преко четири испред Ван Лоја. Ван Лој је напао рано на етапи и када је почео да вози Стелвио имао је осам минута предности испред најближег пратиоца. Гол је напао из главне групе, док је Ван Лој остао без снаге; гол је побиједио на етапи преко два минута испред Памбјанка, док је Анкетил завршио три минута иза, а Ван Лој преко осам. На последњој етапи није било промјена и Памбјанко је освојио трку три минута и 45 секунди испред Анкетила, Суарез је завршио на трећем мјесту, а Гол на четвртом.
Године 1962. Балмамион није јео довољно током друге етапе, остао је без енергије и изгубио је преко десет минута. Суарез је преузео розе мајицу на трећој етапи, а Арман Десмет на седмој. Због олује и лошег времена, на етапи 14 нису вожена последња два успона, одустало је 57 возача, док је Десмет изгубио 18 минута јер није имао довољно топле одјеће, а Грацијано Батистини је преузео розе мајицу. На етапи 17, Балмамион је отишао у бијег који је стигао на циљ скоро десет минута испред групе и преузео је розе мајицу два и по минута испред Батистинија. На етапи 200, Батистини је изгубио вријеме и Балмамион је освојио Ђиро скоро четири минута испред Масињана, без иједне етапне побједе, док је Дефилипис завршио на трећем мјесту. Године 1963. Виторио Адорни је побиједио на првој етапи скоро три минута испред групе, а након успјешног бијега на четвртој етапи, розе мајицу је преузео Дијего Рончини. На етапи 12, на којој је вожено неколико тешких успона, Балмамион је преузео розе мајицу дошавши на циљ у петочланој групи коју је одспринтао Вито Таконе. Након хронометра на етапи 16, на којем је побиједио Адорни, Рончини је поново узео розе мајицу, двије секунде испред Адорнија. На етапи 18, чији је циљ на успону Невегал, побиједио је Памбјанко, а розе мајицу преузео је Адорни, 22 секунде испред Балмамиона. На етапи 19, на којој је вожено шест успона, Таконе је побиједио четири минута испред Енцоа Мозера и Балмамиона, док је Адорни завршио седам минута иза и Балмамион је преузео розе мајицу. На последње двије етапе није било промјена и Балмамион је освојио Ђиро по други пут, два и по минута испред Адорнија, док је Ђорђо Цанканаро завршио на трећем мјесту. Године 1964. Анкетил је возио први пут послије три године, док су од осталих возача у борби за генерални пласман возили Адорни, Балмамион, Балдини и Рончини. Анкетил је побиједио на хронометру на петој етапи минут и по испред Балдинија, а скоро два минута испред Адорнија и Балмамиона и преузео је розе мајицу 30 секунди испред Гвида де Роса. На осмој етапи која је вожена до Педавене, возачи су се жалили због тога што су возили по лошим путевима и многи су учествовали у падовима и имали проблема са пробушеном гумом. Де Росо је смањио заостатак иза Анкетила на 17 секунди. На десетој етапи, Анкетил је завршио на другом мјесту, девет секунди иза Ролфа Маурера и повећао је предност у генералном пласману на минут и 40 секунди испред Де Роса. На етапи 20, која је вожена у част Фауста Копија, а на којој је вожено пет великих успона, Франко Битоси је био сам у бијегу 150 km и побиједио је са шест минута испред групе коју је одспринтао Адорни, а у којој су били још Ђани Мота, Итало Цилиоли, Анкетил, Де Росо и Енцо Мозер. На последње двије етапе није било промјена и Анкетил је освојио Ђиро по други пут, минут и 20 секунди испред Цилиолија, док је Де Росо завршио на трећем мјесту, а Адорни на четвртом.
Године 1965. први пут је представљен Чима Копи, у част Фауста Копија, а представља награду која се даје највећем успону на трци сваке године и доноси највише поена у брдској класификацији. Адорни је побједом на шестој етапи преузео розе мајицу, коју је изгубио на осмој етапи, када је бијег завршио 15 минута испред главне групе и мајицу је преузео Бруно Меали. На хронометру на етапи 13, Адорни је побиједио минут и 20 секунди испред Феличеа Ђимондија и поново је узео мајицу, три минута испред Меалеа и пет испред Ђимондија. На етапи 19, дугој 282 km, на којој су вожена четири велика успона, Адорни је остварио соло побједу три и по минута испред Таконеа, а пет минута испред Цилиолија, Ђимондија и Масињана и повећао је предност у генералном пласману на 11 минута. На последње три етапе није било промјена и Адорни је освојио Ђиро 11 минута и 26 секунди испред Цилиолија и скоро 13 минута испред Ђимондија, што је била највећа разлика од 1949. када је Копи освојио трку 23 минута испред Барталија. Године 1966. представљена је класификација по поенима Анкетил је возио са циљем да освоји трку по трећи пут, али је већ на првој етапи изгубио вријеме јер му се пробушила гума у финишу. Таконе је побиједио на првој, а Хулио Хименез на другој етапи и преузео је розе мајицу. Хименез је био лидер до хронометра на етапи 13, на којем је Адорни побиједио 27 секунди испред Анкетила и преузео је розе мајицу 47 секунди испред Моте. На етапи 16, Мота је узео лидерску мајицу седам секунди испред Адорнија, а након што је Адорни изгубио преко пет минута на етапи 17, Мота је имао предност од скоро два минута испред другопласираног Хименеза. На етапи 19, чији је циљ био на успону Косталунга, Мота је побиједио секунду испред Анкетила и повећао је предност у генералном пласману на три минута и 40 секунди испред Цилиолија. Предност је задржао до краја и освојио је Ђиро скоро четири минута испред Цилиолија, док је Анкетил завршио на трећем, а Хименез на четвртом мјесту.
Године 1967. било је планирано да се прва етапа вози у Милану, гдје је спремана прослава за петедесетогодишњицу трке, али је морала да буде отказана због протеста италијанске љевице и старт је помјерен у Тревиљо. По први пут је возио Еди Меркс, двоструки побједник Милано—Санрема у том тренутку, а возили су још Анкетил, Ђимонди, Балмамион, Адорни и Масињан. Антонио Гомез је био лидер до пете етапе, када је розе мајицу преузео Микеле Данчели, а на осмој етапи преузео је Хозе Перез Франсес, три секунде испред Алда Мозера. На етапи 12, чији је циљ био на успону Блокауст, Меркс је побиједио и дошао је на треће мјесто у генералном пласману, 30 секунди иза Франсеса. На хронометру на етапи 16 побиједио је Оле Ритер, Анкетил је завршио на четвртом мјесту, шест секунди иза и преузео је розе мајицу 53 секунде испред Ђимондија, а два минута испред Адорнија и Меркса. Након бијега на етапи 17, Силвано Шијавон је преузео розе мајицу, коју је држао до етапе 20, када је преузео поново Анкетил 34 секунде испред Ђимондија и 47 секунди испред Балмамиона. На етапи 21, италијански возачи су радили против Анкетила како не би освојио, нападали један по један приморавајући га да троши енергију на достизање, а када је Ђимонди напао, Анкетил није могао да прати. Ђимонди је побиједио на етапи и преузео је розе мајицу са преко три минута испред Анкетила. На етапи 22а, Балмамион је напао и надокнадио вријеме, захваљујући чему је дошао на друго мјесто у генералном пласману. Етапа 22б била је спринтерска, побиједио је Вили Планкарт, а Ђиро је освојио Ђимонди, три минута и 36 секунди испред Балмамиона и три минута и 45 секунди испред Анкетила.

### 1968—1996: Доминација странаца
На Ђиру 1968. уведена су два битна новитета, допинг тест и пролог (кратки хронометар). Укупно је осам возача било позитивно током Ђира. Белгијанац Еди Меркс освојио је свој први Ђиро. На путу до победе на Ђиру, Меркс је освојио четири етапе. 1969. Меркс је био лидер Ђира након етапе 16. Након етапе, Меркс је био позитиван на допинг тесту и дисквалификован је са трке. Меркс је тврдио да је невин, при чему је остао и након што је завршио каријеру.
У наредним годинама, Меркс је освојио Ђиро још четири пута, чиме је изједначио рекорд Алфреда Бинде и Фауста Копија. 1970. освојио је Ђиро и Тур де Франс и тако постао други возач који је освојио два гранд тура. Меркс је пропустио Ђиро 1971. У његовом одсуству, Геста Петерсон је освојио први гранд тур за Шведску.
Меркс се вратио на Ђиро 1972. и освојио га доминантно. Преузео је розе мајицу након дугог напада на седмој етапи и сачувао је до краја. Меркс је 1973, освојио свој четврти Ђиро, био је лидер од почетка до краја, што је задњи пут успио Алфредо Бинда 1927. 1974. Меркс је освојио пети Ђиро, изједначивши рекорд Бинде и Копија. Хосе Мануел Фуенте је био лидер до етапе 14, међутим, Фуенте није јео правилно током етапе 14, мучио се и изгубио је десет минута од Меркса. Меркс је преузео вођство и сачувао га до краја, освојио је Ђиро са 12 секунди испред Ђамбатисте Баронкелија, што је била друга најмања разлика у историји трке. Меркс је након Ђира освојио и Тур де Франс и светско првенство у друмској вожњи и постао први возач који је освојио троструку круну у бициклизму.
Одсуство Меркса са Ђира 1975. због болести, пружило је шансу другим возачима. Фаусто Бертољо и Франсиско Галдос су водили борбу у другом делу трке. На задњој етапи, која се завршавала на успону Пасо дело Стелвио, Бертољо је напао и освојио је Ђиро. Јохан де Мојнк је био лидер Ђира 1976. када је пао током етапе 20. Повреда је спречила Мојнка да буде добар током хронометра на задњој етапи и Ђимонди је освојио Ђиро. Ово је био последњи Ђиро који је Еди Меркс возио, завршио је осми.
Фреди Мартенс и Франческо Мозер су доминирали у почетној фази Ђира 1977. Белгијанац Михел Полентир преузео је вођство када је Ђиро достигао велике планине и сачувао га је до краја и освојио је свој први гранд тур. На Ђиру 1979. било је чак пет хронометара и доста мање успона него обично. Франческо Мозер је освојио прва два хронометра на трци, али је Ђузепе Сарони био бољи и наставку трке и освојио је Ђиро са два минута испред Мозера.
Бернар Ино је освојио Ђиро 1980. након што је преузео розе мајицу на етапи 20. Ђиро 1981. је био јако неизвестан, четворица бициклиста су били у размаку од 30 секунди након етапе 20. Ђовани Батаљин је освојио Ђиро након хронометра на задњој етапи. 1982. на Ђиро се вратио Бернар Ино, који је доминирао трком и освојио свој други Ђиро. Ино је касније освојио и Тур де Франс, чиме је постао један од ретких који су освојили Ђиро и Тур у истој сезони. Ино је тај успех поновио и 1985. Стивен Роуч је 1987. освојио Ђиро након контроверзи унутар тима. Роуч је био лидер, али је пао у току етапе 13 и розе мајицу је преузео његов сувозач Роберто Визентини. Роуч је напао на етапи 15, иако му је менаџер тима Карера наредио да не напада. Роуч је мајицу сачувао до краја. Након Ђира, освојио је Тур де Франс и Светско првенство у друмској вожњи и тако постао други возач који је освојио троструку круну у бициклизму, након Едија Меркса.
Године 1988, Ђиро је освојио Ендру Хампстен. Франко Кјочоли је био лидер до етапе 14, која је вожена по јако лошем времену, Хампстен и Ерик Брекинк су отишли и напад, Брекинк је освојио етапу, а Хампстен је преузео розе мајицу, коју је задржао до краја. Хампстен је тако постао први неевропски победник Ђира. Ђани Буњо Ђани Буњо је доминирао Ђиром 1990. Розе мајицу је узео већ након прве етапе. Буњо је био лидер од почетка до краја, што су пре њега постигла тројица возача
Франко Кјочоли је био супериоран на Ђиру 1991. Кјочоли није био лидер само на две етапе. Мигел Индураин је освојио Ђиро 1992. и тако постао први шпански победник Ђира. Индураин је розе мајицу преузео на трећој етапи и задржао је до краја. Индураин је у јулу освојио и Тур де Франс и тако остварио Ђиро-Тур дабл. Индураин се вратио на Ђиро и 1993. и освојио га је други пут заредом. Једини возач који је могао да се такмичи са Индураином био је Летонац Пјотр Угрјумов. Индураин је након Ђира освојио и Тур де Франс и тако остварио Ђиро-Тур дабл другу годину заредом, што нико ни пре ни после није постигао. Деведесетих, до друге победе на Ђиру дошла је и Швајцарска. Тони Ромингер је освојио Ђиро 1995, тако што је био лидер од друге етапе до краја. Године 1996, Ђиро је стартовао у Грчкој, прве три етапе су вожене у Атини. Ђиро је освојио Павел Тонков, који је розе мајицу преузео након задње такмичарске етапе, етапе 21, која је имала пет великих успона. Мајицу је преузео од Абрахама Олана, који је завршио на трећем месту, иза Енрика Цаине.

### 1997—2007: Доминација Италијана
Павел Тонков се вратио на Ђиро 1997 са циљем да га освоји. Мајицу је преузео након хронометра на трећој етапи и држао је до етапе 14, када је Иван Готи напао, остварио етапну победу и преузео розе мајицу. Готи је повећао вођство на брдској, етапи 19 и освојио је Ђиро минут и по испред Тонкова, прекинувши тако "петогодишњи пост" Италијана. Швајцарац Алекс Циле узео је прву розе мајицу на Ђиру 1998, коју је, са неколико прекида, носио до етапе 17, када су напали Марко Пантани и Ђузепе Гверини. Њих двојица су радили заједно, Гверини је победио на етапи, док је Пантани преузео вођство у генералном пласману. Пантани је освојио Ђиро минут и по испред Тонкова, након чега је освојио и Тур де Франс у јулу, остваривши популарни Ђиро—Тур дабл.
Пантани је дошао и на Ђиро 1999. са циљем да га освоји. Розе мајицу је преузео након етапе 14, а предност је учврстио са три етапне победе. Јутро пре почетка етапе 20, Пантани је дисквалификован са Ђира, након што му је ниво хематокрита био изнад 50%. Победник из 1997 — Иван Готи, који је био на другом месту у том тренутку, преузео је вођство и освојио је Ђиро три и по минута испред Паола Саволделија. Франческо Касагранде је узео розе мајицу након дугог соло напада на деветој етапи на Ђиру 2000. Мајицу је носио до последње брдске, етапе 20, када је Стефано Гарцели напао, преузео мајицу и освојио Ђиро минут и по испред Касаграндеа.
Дарио Фриги је преузео вођство у генералном пласману на Ђиру 2001, након четврте етапе. Мајицу је носио до етапе 13, када су се возили успони у Доломитима. Ђилберто Симони је напао и преузео мајицу. Фриго је надокнадио време на хронометру на етапи 15, и дошао је на 15 секунди заостатка. Након етапе 17, полиција је извршила рацију у хотелима у којима су били смештени тимови и возачи, што је била прва рација те врсте на Ђиру. Око 200 полицајаца упало је у хотелске собе свих 20 тимова у девет сати увече, због чега нико није могао да се одмори пре краљевске, етапе 18. Заплењено је преко 200 примерака стимуланса, стероида и допинг супстанци, који су послати на испитивање у лабораторији у Фиренци. Рација је изазвала протест возача, менаџера тимова и званичника бициклистичког савеза Италије. Организатори Ђира одлучили су да откажу етапу 18, а након седмочасовног састанка са предсједником удружења возача, позива од стране Међународног олимпијског комитета, италијанских власти, спонзора и јаке интервенције Светске бициклистичке уније, одлучено је да ће се возити етапа 19 и да ће се Ђиро завршити као што је планирано у Милану. Дарио Фриги, који је био на другом месту, 15 секунди иза Симонија, отпуштен је од стране тима Фаса Бортоло, након етапе 19, након што је утврђено да је поседовао недозвољене дроге, које су пронађене током рације. Према извештају полиције, Фриго је поседовао стероиде, тестостероне и друге супстанце за допинг. Након што је Фриги дисквалификован, Симони је освојио Ђиро седам и по минута испред Абрахама Олана. Стефано Гарцели је преузео розе мајицу на Ђиру 2002, након победе на другој етапи, али је био позитиван на пробенецид, забрањену супстанцу и морао је да напусти трку након шесте етапе. Кадел Еванс је био лидер до последње велике брдске, етапе 17, када је Саволдели напао на 9 km до циља, преузео розе мајицу,. затим и освојио Ђиро, минут и 40 секунди испред Тајлера Хамилтона.
Алесандро Петаки је обукао прву розе мајицу на Ђиру 2003, након што је победио у групном спринту на отварању трке. Стефано Гарцели је преузео вођство након што је победио на седмој етапи, чији је циљ био на успону Монте Терминило. Ђилберто Симони је преузео розе мајицу након десете етапе, а предност је повећао након што је победио на етапи 12, чији је циљ био на успону Монте Зонколан и етапи 14, на успону Алпе су Пампего. Освојио је Ђиро седам минута испред Гарцелија. На Ђиру 2004, велику борбу водили су Дамијано Кунего, Сергиј Гончар и Ђилберто Симони. Симони је преузео розе мајицу након треће етапе, док је Кунего након победе на седмој етапи, преузео вођство, десет секунди испред Симонија. Јарослав Попович је преузео розе мајицу након хронометра на етапи 12, док је Кунего вратио на на етапи 16 и освојио је Ђиро два минута и две секунде испред Гончара, док је Симони завршио додатне три секунде иза. Алесандро Петаки је остварио девет етапних победа на трци.
Током прве недеље на Ђиру 2005, розе мајицу носила су четворица возача, који су се више пута смењивали у вођству. Иван Басо је преузео мајицу након етапе 11, чији је циљ био на успону Колдо Алто. Два дана касније, Паоло Саволдели је преузео вођство, након етапе 13; мајицу је задржао до краја и освојио је Ђиро по други пут, 28 секунди испред Симонија. Године 2005, Иван Басо је преузео розе мајицу након победе на осмој етапи. Остварио је још две етапне победе, сачувао мајицу до краја и освојио Ђиро девет минута испред Хозе Енрикеа Гутијереза.
Током прве недеље на Ђиру 2007, розе мајица је променила власника пет пута. Андреа Ное је преузео вођство од Марка Пинотија након десете етапе. Мајицу је преузео Данило ди Лука након што је победио на етапи 12, која је вожена до Бријансона. Ди Лука је задржао вођство до краја и освојио је Ђиро два минута испред Андија Шлека. Анди Шлек је освојио и класификацију за најбољег младог возача, која је на Ђиро враћена по први пут након 1994.

### 2008—данас: Доминација странаца и допинг
Франко Пелицоти је преузео розе мајицу након друге етапе на Ђиру 2008, док је Ђовани Висконти преузео на шестој етапи, када је отишао у бег. Висконти је мајицу носио на осам етапа, након чега је Емануеле Села преузео. Алберто Контадор је преузео вођство у генералном пласману након друге брдске етапе, завршивши 15 минута испред претходног лидера — Габријелеа Босизија. Предност је сачувао до краја и освојио је Ђиро два минута испред Рикарда Рика, поставши тако други Шпанац који је освојио Ђиро. Рус Денис Мењшов је освојио Ђиро 2009. Мењшов је вођство преузео након хронометра на етапи 12, након чега је сачувао предност у брдима и освојио Ђиро 41 секунду испред Ди Луке. Данило ди Лука је, осим другог места, освојио и класификацију по поенима. Ипак, утврђено је да су се Ди Лука и трећепласирани Франко Пелицоти допинговали и поништени су им резултати.
На Ђиру 2010, розе мајица је променила власника осам пута током трке. Шпанац Давид Аројо је био лидер пред последње две брдске етапе. На етапи 19, Басо је напао, завршио три минута испред Ароја и преузео вођство. Успио је да се одбрани на последњој брдској етапи и на хронометру на последњој етапи и освојио је свој други Ђиро, скоро два минута испред Ароја. Алберто Контадор се вратио на Ђиро 2011, са циљем да освоји Ђиро—Тур дабл и виђен је од стране многих као први фаворит за победу. На трећој етапи, Ваутер Вејлант је пао на спусту са успона Пасо дел Боко, доживевши фаталне повреде главе. Четврта етапа је била неутралисана, док су возачи тима Леопард Трек, за који је Вејлант возио, прешли линију циља први. Контадор је преузео розе мајицу након што је победио на деветој етапи, која је вожена до Моунт Етне. У наставку трке повећавао је предност, победио је на хронометру на етапи 16 и освојио је свој други Ђиро, шест минута испред Микелеа Скарпонија. Контадор је возио Ђиро 2011 упркос истрази која се водила против њега, након што је био позитиван на кленбутерол током Тур де Франса 2010. На дан 6. фебруара 2012, Суд за спортску арбитражу пресудио је да се допинговао и поништени су му сви резултати које је остварио 2010 и 2011, укључујући и победу на Ђиру 2011, која је прописана Скарпонију.
На Ђиру 2012. велику борбу су водили Рајдер Хеседал и Хоаким Родригез. Хеседал је узео розе мајицу на седмој етапи, чији је циљ био на успону Рока ди Камбио. Родригез је победом на десетој етапи преузео мајицу 17 секунди испред Хеседала, који је вратио мајицу након етапе 14, девет секунди испред Родригеза. Ипак, Родригез је напао на етапи 15, коју је завршио на другом месту и поново преузео вођство у генералном пласману, 30 секунди испред Хеседала. Хеседал је успио да смањи заостатак, али је Родригез напао на последњој брдској, етапи 20, која је вожена до успона Пасо ди Стелвио и стекао 31 секунду предности пред хронометар на последњој етапи. На Стелвију је Томас де Гент победио и дошао са осмог на четврто место у генералном пласману пред хронометар. На хронометру, Хеседал је завршио 47 секунди испред Родригеза и освојио је Ђиро са 16 секунди испред Шпанца, што је једна од најмањих разлика у историји Ђира. Хеседал је тако остварио прву гранд тур победу за Канаду. На трећем месту завршио је Де Гент, због чега су Италијани остали без подијума први пут од 1995. године.
На Ђиру 2013, Винченцо Нибали је преузео вођство након осме етапе. До краја је остварио две етапне победе и освојио је Ђиро скоро пет минута испред Ригоберта Урана. На Ђиру 2014, Мајкл Метјуз је био лидер до осме етапе, када је розе мајицу преузео Кадел Еванс. Ригоберто Уран је победом на етапи 12 преузео мајицу, коју је изгубио на етапи 16, воженој до Стелвија, на којој је мајицу преузео Наиро Кинтана. Због лоших временских услова, прошириле су се гласине да је успон на Стелвио неутралисан, што је изазвало конфузију у групи и недовољну ангажованост да се достигне Кинтана, који је етапу завршио четири минута испред Урана. Кинтана је предност сачувао до краја и освојио свој први гранд тур, три минута испред Урана, освојивши први Ђиро за Колумбију. Први фаворит на Ђиру 2015 био је Алберто Контадор, који се на Ђиро вратио први пут након 2011. године и поништавања резултата због допинга. На Ђиро је дошао са циљем да оствари Ђиро—Тур дабл, који је покушао да оствари и 2011. Након неколико лакших етапа, Контадор је преузео розе мајицу на петој етапи, две секунде испред Фабија Аруа. Предност је повећао на 17 секунди, али је мајицу изгубио на етапи 13, када је остао ухваћен у паду на скоро 3 km до циља, због чега је изгубио 40 секунди и пао је на друго место у генералном пласману, 19 секунди иза Аруа. Мајицу је вратио већ на хронометру на етапи 14, коју је завршио на трећем месту и преузео розе мајицу два и по минута испред Аруа. На етапи 16, Микел Ланда је напао на 4 km до циља, остварио другу етапну победу и преузео друго место од сувозача, Аруа, четири минута иза Контадора. Контадор је повећао предност на преко пет минута, док је Ару надокнадио минут на етапи 19 и вратио се на друго место, четири и по минута иза Контадора. На етапи 20, последњој брдској, Ланда је напао, Контадор није могао да прати. Убрзо су Контадора напали и остали возачи и стекли минут предности, док је Ланда био два минута испред. Ипак, тим Астана је наредио Ланди да сачека Аруа, спречивши га тако да покуша да освоји Ђиро. Ару је остварио другу етапну победу, завршивши два минута и 25 секунди испред Контадора, а 25 секунди испред Ланде. На последњој етапи није било промена и Контадор је освојио свој други Ђиро, минут и 53 секунде испред Аруа.
Ђиро 2016 стартовао је хронометром у Апелдому, у Холандији, на којем је Том Димулен победио и узео прву розе мајицу на трци. Мајицу је преузео Марсел Кител победом на трећој етапи, али је већ на четвртој Димулен вратио назад. Након што је розе мајица променила неколико власника на наредних неколико етапа, Стивен Кројсвајк је преузео вођство у генералном пласману на краљевској, етапи 14, 41 секунду испред Нибалија. Брдски хронометар на етапи 15, Кројсвајк је завршио на другом месту, неколико стотинки иза Александра Фолифорова и повећао је предност на два минута испред Естебана Чавеза и три минута испред Нибалија. На етапи 19, Кројсвајк је пао на спусту на 50 km до циља, након чега је изгубио скоро пет минута и розе мајицу, коју је преузео Чавез. Винченцо Нибали је победио на етапи и дошао до другог места у генералном пласману, 44 секунде иза Чавеза, док је Кројсвајк заостајао минут и пет секунди. На последњој брдској, етапи 20, Нибали је напао на средини етапе, надокнадио заостатак и освојио свој други Ђиро, 52 секунде испред Чавеза. Алехандро Валверде је на етапи 20 надокнадио заостатак иза Кројсвајка и завршио је на трећем месту. На Ђиру 2017, розе мајицу су на прве три етапе носила три различита возача, након чега је Боб Јунгелс преузео на четвртој етапи. Јунгелс је мајицу носио до девете етапе, када је Наиро Кинтана победио и узео мајицу 28 секунде испред Тиба Пиноа. Димулен је победом на хронометру на десетој етапи преузео мајицу, два и по минута испред Кинтане. На краљевској, етапи 16, Димулен је имао стомачних проблема и на око 40 km до циља морао је да направи паузу. Главна група га је кратко чекала, али како је долазио посљедњи успон на етапи, убрзали су темпо; заостатак Димулена је растао и на крају је етапу завршио два минута и 18 секунди иза Нибалија, али је задржао розе мајицу, 31 секунду испред Кинтане. На етапи 19, Димулен је био у проблему већ на почетку, када се група раздвојила, и морао је да уложи много снаге да би се вратио до главне групе. На посљедњем успону је отпао, завршио је етапу минут и 9 секунди иза Кинтане, који је преузео розе мајицу, 38 секунди испред Димулена. На посљедњој брдској, етапи 20, Кинтана је завршио 15 секунди испред Димулена и пред хронометар на последњој етапи имао је 53 секунде предности. Том Димулен је хронометар завршио на другом месту, али минут и 39 секунди испред Кинтане и освојио је Ђиро 31 секунду испред Кинтане, остваривши тако прву победу на Ђиру и прву победу на гранд тур тркама за Холандију још од 1980. када је Јоп Зутемелк освојио Тур де Франс.
Ђиро 2018. освојио је Крис Фрум, који је тако постао први британски победник трке. Фрум је током прве две недеље константно губио вријеме и прије етапе 19 заостајао је три минута и 22 секунде иза Сајмона Јејтса. На етапи 19 вожена су четири успона, међу којима и Коле деле Финестре, Чима Копи 2018. Јејтс је имао лош дан, већ на почетку Финестреа, отпао је од главне групе, коју је предводио тим Скај; на 80 km до циља, Фрум је напао и нико није могао да га прати; Том Димулен и Тибо Пино су радили покушавајући да га достигну, али предност је само расла. На крају, Фрум је освојио етапу са три минута и 22 секунде испред Димулена и узео је розе мајицу, 40 секунди испред Димулена. На етапи 20, завршио је шест секунди испред Димулена, који је више пута нападао, покушавајући да надокнади вријеме. Последња етапа до Рима била је неутралисана за генерални пласман и Фрум је освојио Ђиро 46 секунди испред Димулена, направивши један од највећих преокрета у историји трке. Фрум је освајањем Ђира постао трећи возач који је освојио сва три гранд тура заредом, прије њега то су урадили Еди Меркс и Бернар Ино. Сајмон Јејтс, који је остварио три етапне побједе и носио розе мајицу 14 дана, на етапи 19 отпао је од групе већ на почетку Финестреа и етапу је завршио 38 минута иза Фрума. На етапи 19, Тибо Пино је дошао до подијума, трећег мјеста у генералном пласману, након што су Јејтс и Доменико Поцовиво изгубили доста времена, али је на етапи 20 остао без снаге, завршио је 44 минута иза групе, након чега је одвезен у болницу због исцрпљености, дехидратације и проблема са дисањем и морао је да напусти Ђиро уочи последње етапе. На трећем мјесту завршио је Мигел Анхел Лопез, који је освојио и класификацију за најбољег младог возача. Ђиро 2019 стартовао је хронометром на којем је Примож Роглич победио и узео прву розе мајицу. Валерио Конти је након одласка у бег на шестој етапи, преузео розе мајицу, док је Роглич пао на 11 место, пет и по минута иза. Роглич је победио на хронометру на деветој етапи, завршивши минут испред Нибалија и преко два минута испред осталих фаворита, захваљујући чему је дошао на друго место у генералном пласману, минут и 50 секунди иза Контија. Јан Поланц је одласком у бег преузео розе мајицу на етапи 12, четири минута испред Роглича, који је имао скоро два минута испред Нибалија и три и по минута испред Карапаза. Након што је надокнадио минут и 20 секунди на етапи 13, Ричард Карапаз је напао на етапи 14, победио је минут и по испред Сајмона Јејтса и преузео је розе мајицу седам секунди испред Роглича, који је етапу завршио два минута иза. У наставку трке повећавао је предност испред Роглича, који је на последњој брдској, етапи 20, пао на четврто место, иза Нибалија и Ланде, док је Карапаз пред хронометар имао минут и 54 секунде испред Нибалија. Хронометар на последњој етапи, Карапаз је завршио 49 секунди иза Нибалија и освојио је Ђиро минут и пет секунди испред Нибалија, поставши тако први еквадорски побједник Ђира и неке гранд тур трке. Роглич је на хронометру надокнадио заостатак и завршио је на трећем месту, осам секунди испред Ланде.

## Класификације
На Ђиро д’Италији постоје четири главне класификације за које се додјељују мајице, као и друге мање класификације, за које се не додјељују посебне мајице. Генерални пласман је главна класификација и тимови углавном долазе на трку са возачем који ће бити конкурентан за побједу или за што бољу позицију у генералном пласману. Друге веће класификације су класификација по поенима у којој се такмиче углавном спринтери јер се највише поена додјељује на равним етапама, брдска класификација у којој су конкурентни и возачи који се боре за генерални пласман јер возе добро на успонима и возачи који иду у бијегове како би сакупљали поене и класификација за најбољег младог возача, која се рачуна на исти начин као и генерални пласман, али за возаче до 25 година. Поред главних, постоје и мање класификације и награде, као што су класификација за најагресивнијег возача, класификација за бијег за највише времена проведеног у бијегу, спринт класификација, као и интерђиро класификација која је уведена поново 2024. године, а 2025. је промијењена у Ред бул километар.
Генерални пласман је најстарија и најважнија класификација. За четири главне класификације додјељују се посебне мајице, а ако је један возач лидер у више класификација, носи мајицу класификације која има већи значај, при чему је генерални пласман најважнија класификација, а затим класификација по поенима, брдска и класификација за најбољег младог возача.

### Генерални пласман
Најбитнија класификација на Ђиро д’Италији је генерални пласман. Све етапе су одређене временом, након завршетка етапе, времена возача се сабирају са временом које су имали прије етапе и возач са најмањим укупним временом је лидер трке. Лидер се одређује након сваке етапе и на наредној етапи носи розе мајицу, која му се додјељује на подијуму послије сваке етапе, а лидер такође може да се промијени након сваке етапе. Возачи који завршавају спринтерске етапе у групи, а планинске етапе на водећим позицијама обично буду при врху генералног пласмана и могу да освоје трку без иједне етапне побједе, док возачи који се боре за етапне побједе, обично на другим етапама губе вријеме и нису конкурентни у генералном пласману. Алфредо Бинда је остварио 12 етапних побједа 1927. када је освојио Ђиро, док је Алесандро Петаки остварио девет побједа 2004. али није био конкурентан у генералном пласману. Спринтери се обично не сматрају конкурентним за генерални пласман због својих предиспозиција јер губе вријеме на планинским етапама, али се сматра да је једини изузетак био Бернар Ино, који је остваривао побједе у групном спринту на равним етапама и освојио је трку два пута. Тадеј Погачар је 2024. остварио шест етапних побједа, укључујући побједу на хронометру и на планинским етапама и освојио је трку са највећом разликом испред другопласираног од 1956.
Роза боја за мајицу лидера трке је изабрана јер је часопис који је креирао Ђиро, La Gazzetta dello Sport штампан на розе папиру. Роза мајица је представљена 1931. и од тада је постала симбол Ђира, а први возач који је обукао розе мајицу је Леарко Гвера. Сваки тим доноси неколико розе мајица на трци у случају да неки од њихових возача буде лидер. Возачи обично улажу велики напор да би сачували мајицу што је дуже могуће, да би стекли више публицитета за тим и тимске спонзоре. Еди Меркс је носио розе мајицу 78 пута, по чему је рекордер. Константе Ђирарденго, Алфредо Бинда, Еди Меркс и Ђани Буњо су били лидери од прве до последње етапе. Побједник генералног пласмана (и трке) није увијек одређиван оствареним временом. На првом Ђиру 1909. организатори су изабрали систем по поенима уместо по времену, због скандала који се десио на Тур де Франсу 1904. Позиције су се рачунале додавањем поена у зависности од позиције на етапи и возач са најмање поена је био лидер трке. Побједник етапе добијао је један поен, другопласирани два, а поене су добијали возачи до позиције 50 која је доносила 50 поена. Све позиције изнад доносиле су 51 поен. Класификација није мијењана до 1912. када је фокус трке био на тимове. Године 1914. уведен је систем одређивања позиција по оствареном времену на свакој етапи.
На трци се такође додјељују и секунде бонификација, које добијају возачи који заврше етапу на прве три позиције, као и возачи који први прођу преко означеног пролазног циља на којем се не додјељују поени за класификацију по поенима. Током 2024. секунде бонификације су добијала и три возача који пређу први преко интерђиро циља, док је 2025. једини пролазни циљ на којем су се додјељивале секунде бонификације био Ред бул километар.
| Тип               | 1   | 2  | 3  |
| ----------------- | --- | -- | -- |
| Крај етапе        | 10" | 6" | 4" |
| Ред бул километар | 6"  | 4" | 2" |

### Брдска класификација
Брдска класификација је друга најстарија класификација на Ђиру, уведена је 1933. а први побједник је Алфредо Бинда. На већини етапа постоје брдски циљеви, који су подијељени у неколико категорија. Возачи који први прођу преко обиљеженог брдског циља добијају поене за брдску класификацију. Број поена који се додјељују зависи од категорије брдског циља, а категорија зависи од процента нагиба и дужине успона.
Мајицу за лидера брдске класификације носи возач који прије почетка етапе има највише поена. Возачи који нису конкурентни у генералном пласману и нису добри спринтери, долазе на Ђиро са циљем да остваре етапну побједу или да освоје брдску класификацију. Постоји пет категорија брдских циљева, Чима Копи је највећи успон на трци и он доноси највише поена, први преко циља добија 50 поена, а поене добија првих девет возача. На брдским циљевима прве категорије поене добија првих осам возача, од чега први добија 40 поена, а ако је брдски циљ прве категорије уједно и циљ етапе, онда се поени повећавају и првопласирани добија 50 поена. На брдским циљевима друге категорије поене добија првих шест возача, од чега први добија 18 поена, а ако је тај брдски циљ уједно и циљ етапе, онда се поени повећавају и првопласирани добија 26 поена. На брдским циљевима треће категорије поене добијају четири првопласирана возача, од чега први добија девет поена, док на брдским циљевима четврте категорије поене добијају три возача, од чега првопласирани три поена. Ђино Бартали је освојио брдску класификацију седам пута.
Мајица за лидера класификације није додјељивана до 1974. када су организатори одлучили да уведу зелену мајицу за лидера, која је коришћена до 2012. када је спонзор класификације, Медиоланум банка одлучила да зелену замијени плавом мајицом.
Опис поена за брдску класификацију:
| Тип              | Тип          | 1  | 2  | 3  | 4  | 5  | 6 | 7 | 8 | 9 |
| ---------------- | ------------ | -- | -- | -- | -- | -- | - | - | - | - |
|                  | Чима Копи    | 50 | 30 | 20 | 14 | 10 | 6 | 4 | 2 | 1 |
|                  | 1 категорија | 40 | 18 | 12 | 9  | 6  | 4 | 2 | 1 |   |
| Ако је циљ етапе | 1 категорија | 50 | 24 | 16 | 9  | 6  | 4 | 2 | 1 |   |
|                  | 2 категорија | 18 | 8  | 6  | 4  | 2  | 1 |   |   |   |
| Ако је циљ етапе | 2 категорија | 26 | 12 | 8  | 4  | 2  | 1 |   |   |   |
|                  | 3 категорија | 9  | 4  | 2  | 1  |    |   |   |   |   |
|                  | 4 категорија | 3  | 2  | 1  |    |    |   |   |   |   |

### Класификација по поенима
Класификација по поенима је трећа најстарија класификација на Ђиру. Уведена је 1966. а први побједник је Ђани Мота. Поене добијају возачи који етапу заврше на водећим позицијама, као и возачи који пређу први преко означеног пролазног циља на којем се не додјељују секунде бонификације, док су се 2024. поени додјељивали за првих осам возача који пређу преко интерђиро циља. Класификацију осваја возач који на крају има највише поена, а број поена који се додјељују зависи од типа етапе. До 2014. на свакој етапи се додјељивао исти број поена, без обзира на тип етапе, а од Ђира 2014. правила су промијењена и веће шансе за освајање класификације су добили спринтери. На претежно равним етапама, које су означене као етапе А и Б, а на којима се очекује спринт велике групе на циљу, поене добијају првих 15 возача, од чега први добија 50 поена, а другопласирани 35. На етапама средње тежине, које су означене са Ц, поене добија првих десет возача, од чега првопласирани добија 25, а другопласирани 18. На најтежим етапама, које су означене са Д и Е, поене добија првих десет возача, од чега првопласирани добија 15, а другопласирани 12. На означеном пролазном циљу за класификацију по поенима, поене добијају првих осам возача, од чега првопласирани добија 12, а другопласирани осам.
Рекордери су Франческо Мозер и Ђузепе Сарони, који су класификацију освојили по четири пута.
Прве године када је класификација уведена није се додјељивала мајица, а 1967. лидеру је додијељена црвена мајица. Мајица је 1969. промијењена у љубичасту, која је коришћена до 2010. када је враћена црвена мајица. У априлу 2017. организатори су одлучили да врате љубичасту мајицу (маља чикламино, итал. maglia ciclamino) за Ђиро 2017. јубиларни стоти.
Поени који се добијају на крају сваке етапе
| Тип | Тип                       | 1  | 2  | 3  | 4  | 5  | 6  | 7  | 8 | 9 | 10 | 11 | 12 | 13 | 14 | 15 |
| --- | ------------------------- | -- | -- | -- | -- | -- | -- | -- | - | - | -- | -- | -- | -- | -- | -- |
|     | равне етапе               | 50 | 35 | 25 | 18 | 14 | 12 | 10 | 8 | 7 | 6  | 5  | 4  | 3  | 2  | 1  |
|     | средње тешке брдске етапе | 25 | 18 | 12 | 8  | 6  | 5  | 4  | 3 | 2 | 1  |    |    |    |    |    |
|     | тешке брдске етапе        | 15 | 12 | 9  | 7  | 6  | 5  | 4  | 3 | 2 | 1  |    |    |    |    |    |
|     | хронометар                | 15 | 12 | 9  | 7  | 6  | 5  | 4  | 3 | 2 | 1  |    |    |    |    |    |

Поени који се добијају на пролазним циљевима
| Тип          | 1  | 2 | 3 | 4 | 5 | 6 | 7 | 8 |
| ------------ | -- | - | - | - | - | - | - | - |
| Пролазни циљ | 12 | 8 | 6 | 5 | 4 | 3 | 2 | 1 |

### Класификација за најбољег младог возача
Четврта мајица која се додјељује је за најбољег младог возача, а у класификацији учествују само возачи до 25 година. Лидер класификације се одређује на исти начин као и генерални пласман, времена возача на крају сваке етапе се сабирају и возач са најмањим укупним временом је лидер. Класификација је на Ђиро уведена 1976. године, први побједник је Алфио Ванди, који је у генералном пласману завршио на седмом месту. Класификација је укинута 1995. док је поново враћена на Ђиро 2007. када је освојио Анди Шлек. Лидеру класификације додјељује се бијела мајица.
Евгениј Берзин, Наиро Кинтана, Тео Гејган Харт и Еган Бернал су једини возачи који су освојили Ђиро и класификацију за најбољег младог возача исте године. Берзин 1994. Кинтана 2014. Гејган Харт 2020. а Бернал 2021. ,Тадеј Погачар је освојио класификацију за најбољег младог возача на Тур де Франсу четири пута заредом, али је Ђиро по први пут возио 2024. са 26 година и освојио га, али се није рачунао у класификацију за најбољег младог возача.
Четири возача су класификацију освојили по два пута, Владимир Пулников, Павел Тонков, Боб Јунгелс и Мигел Анхел Лопез.

### Тимска класификација
Тимска класификација је уведена од првог Ђира, 1909. када је тим Атала побиједио. Класификација се рачуна тако што се на крају сваке етапе сабирају времена прве тројице из сваког тима, а водећи тим је тим са најмањим временом. Године 1993. формирана је друга тимска класификација, која је названа „Трофеј супер тим“, док је претходна класификација преименована у „Трофеј брзи тим“ 1994. године. Класификација се рачунала тако што је првих 20 возача на свакој етапи добијали поене: првопласирани 20, другопласирани 19 и тако до позиције 20 која је носила један поен. Класификација је последњи пут коришћена на Ђиру 2017. након чега је укинута, док је класификација „Трофеј брзи тим“ преименована у класификацију супер тим.

### Мање класификације и награде
Осим главних, постоје и мање класификације, за које се не додјељују посебне мајице, а неке од њих су базиране на систему по поенима. Свака етапа има два пролазна циља, од којих се на једном додјељују секунде бонификације за генерални пласман, а на другом поени за класификацију по поенима, а на оба се додјељују поени за спринт класификацију. Број поена који се додјељује је исти, без обзира на тип етапе, а поене добија првих пет возача преко пролазног циља (10, 6, 3, 2, 1). Возач са највише поена је лидер класификације у току трке и побједник на крају.
Класификација за најагресивнијег возача је названа „борбени дух“. У анкети на страници трке на друштвеној мрежи Twitter, навијачи гласају за најагресивнијег возача на свакој етапи, осим на хронометрима, од четири понуђена. а најагресивнији возач носи црвени број на наредној етапи. Класификација је уведена 2001. а до 2023. рачунала се тако што су се сабирали поени освојени на пролазним, брдским циљевима и позиције на крају етапе.
У класификацији за бијег учествују возачи који су били у бијегу током неке етапе, при чему се поени додјељују поени сваком возачу који је провео барем 5 km у бијегу у коме је било мање од десет возача, а додјељује се по један поен за сваки километар који проведу у таквом бијегу. Возач са највише скупљених поена је побједник класификације, а возач са највише проведених километара у бијегу на свакој појединачној етапи добија новчану награду на крају етапе.
Интерђиро класификација је представљена на Ђиру 1989. На свакој етапи постојао је одређени пролазни циљ, прије циља и за интерђиро класификацију се узимало вријеме остварено на том пролазу, а етапа је нормално вожена до циља. Времена са сваке етапе су се сабирала и возач са најмањим временом био је лидер, као и у генералном пласману. Лидер класификације је носио плаву мајицу. Класификација је укинута 2005. Први побједник био је Јуре Павлич из Југославије, док је 1990. класификацију освојио Аустралијанац Фил Андерсон. Мигел Индураин је 1992. постао тако први возач који је освојио Ђиро и Интерђиро класификацију исте године, што је након њега поновио само Тони Ромингер 1995. Рекордер је Фабрицио Гвиди, који је класификацију освојио три пута, Године 2005. класификацију је освојио Стефано Цанини, након чега је укинута. Године 2024. интерђиро класификација је поново уведена, На свим друмским етапама постојала су два пролазна циља и интерђиро циљ, на којем су се додјељивале секунде бонификације за прву тројицу возача, бодови за класификацију по поенима за прву осморицу возача и поени за интерђиро класификацију такође за прву осморицу возача (12, 8, 6, 5, 4, 3, 2 и 1). Лидер класификације је носио зелени број, а побједник је добио трофеј у облику цвијета. Године 2025. класификација је промијењена у Ред бул километар, гдје се додјељују поени за првих пет возача (15, 8, 5, 3 и 1).
Чима Копи представља највећи успон на Ђиру те године, првом возачу се додјељује новчана награда и трофеј Винченцо Торијани у знак бившег директора трке. Монтања Пантани је награда која је уведена у част Марка Пантанија, а додјељује се возачу који пређе први преко једног од главних успона на трци, а који се унапријед одређује сваке године. Трофеј Бонакоста је незванична награда установљена у част Алберта Бонакосте, бившег директора часописа La Gazzetta dello Sport, коју додјељује новинарски жири возачу или тиму који је извео највећи подвиг на трци.

### Укинуте класификације
Године 1946, на Ђиру је представљена црна мајица, која се додељивала возачу који је био задњи у генералном пласману. Возачи су понекад возили са намером да буду задњи у генералном пласману, да би носили црну мајицу. Класификација је укинута 1951.
На Ђиру 1985. представљена је класификација комбинације, на којој су се такође добијали бодови. Године 1988, лидеру класификације додељивала се плава мајица, а након Ђира 1988. класификација је укинута. Класификација је била на Ђиру 2001. а затим и 2006, када се поново лидеру додељивала плава мајица, након чега је и дефинитивно укинута. Први победник био је Еди Меркс, који је 1973 освојио и Ђиро и класификацију комбинације. Класификација је враћена 1976, након двогодишње паузе, а освојио је Франческо Мозер. Бернар Ино 1980. и Стивен Роуч 1987, освојили су и Ђиро и класификацију комбинације. последњи победник класификације био је Паоло Саволдели, који је освојио класификацију 2006. године, након чега је укинута.
Азури д’Италија је била класификација у којој су поене добијали тројица првопласираних на крају сваке етапе. Фер-плеј је била класификација за тимове, у којој су тимови добијали казнене поене за мање техничке неправилности: за упозорење 0,50 поена, за новчанау казну 1 поен, за временску казну 2 поена, за декласификација возача или тимског аутомобила 100 поена, за дисквалификацију возача 1.000 поена, а уколико би неки возач био позитиван на допинг тесту тим би добио 2.000 поена. Тим са најмање поена на крају трке је био побједник класификације, а ако су тимови били изједначени, побједник је био тим чији возач заузима највећу позицију у генералном пласману.

### Награде
Новчане награде су се увијек додјељивале. Побједник првог Ђира, Луиђи Гана добио је 5.325 лира, док је последњи возач у генералном пласману добио 300 лира. Како је расла популарност трке, тако су расле и награде.
Укупан новчани износ на Ђиру 2015. износио је 366.510 евра. Побједник Ђира, Алберто Контадор, добио је 115.668 евра, док је сваки етапни победник добио по 11.000; један дан у розе мајици доносио је по 1.000 евра. Побједник Ђира 2017. Том Димулен, као награду добио је 200.000 евра.
Укупан новчани износ на Ђиру 2019. износио је 1.499.860 милиона евра, док је укупан новчани износ на Тур де Франсу 2018. износио 2.287.750 милиона евра. Побједник Ђира 2019. Ричард Карапаз зарадио је 265.668 хиљада евра, 115.668 за побједу и 150.000 хиљада као специјалну награду коју понекад додјељују спонзори за возаче који заврше у првих десет. Другопласирани је добио 58.412 хиљада, плус специјална награда, док је трећепласирани добио 28.801. Четвртопласирани је зарадио 14.516 хиљада, петопласирани 11.654, шестопласирани и седмопласирани 8.588, осмопласирани и деветопласирани 5.725, док су возачи који су завршили од десетог да двадесетог места добили по 2.863 хиљаде евра. Побједник сваке етапе зарадио је по 10.010 евра, другопласирани 5.508, док су возачи који су етапе завршили од десетог до двадесетог мјеста добили по 276 евра. Сваки дан проведен у розе мајици доносио је по хиљаду евра; најбољи возач у класификацији по поенима добијао је по 800 евра на свакој етапи, другопласирани 500, а трећепласирани 200, док су прва петорица на пролазним циљевима добијали од 500 до 100 евра. Возач који је носио љубичасту мајицу, за лидера класификације по поенима, добијао је по 750 евра на свакој етапи, док је побједник класификације добио 10.000 евра. Први возач који пређе преко брдских циљева добијао је 700 евра, другопласирани 400, а трећепласирани 300. Возач који носи плаву мајицу за лидера брдске класификације добија по 750 евра на свакој етапи, док победник класификације добија 5.000 евра. Возач који је носио бијелу мајицу, за лидера класификације за најбољег младог возача, добијао је по 750 евра на свакој етапи, док је побједник класификације добио 5.000 евра. Возач који проведе највише километара у бијегу, сам или у групи у којој је мање од десет возача, добијао је 150 евра по етапи, док је возач који је провео највише километара у бијегу на трци добио 4.000 евра. Најбољи тим на свакој етапи добијао је по 500 евра, док је побједник тимске класификације добио 5.000 евра. Награда „борбени дух“ рачунала се тако што су се сабирале позиције остварене на пролазним циљевима, успонима и на крају етапе; најбољи на етапи добијао је 300 евра, док је најбољи на цијелој трци добио 4.000 евра. Побеједник фер плеј класификације, односно тим са најмање казни на крају трке, добио је 5.000 евра, другопласирани 3.000, а трећепласирани 2.000 евра.
Укупан новчани фонд на Ђиро д’Италији 2024. износио је 1.606.160 евра, док је наградни фонд на Тур де Франсу 2023. износио 2.308.200 евра. Побједник је добио 265.668 евра, другопласирани 113.412, трећепласирани 68.801, а новчане награде добили су возачи који су завршили до 20 мјеста у генералном пласману. Побједници класификације по поенима и класификације за најбољег младог возача добијали су по 10.000, другопласирани по 8.000, трећепласирани по 6.000, четворочлани 4.000 и петопласирани 2.000 евра. Побједник брдске класификације добио је 5.000 евра, другопласирани 4.000, трећепласирани 3.000, четвртопласирани 2.000 и петопласирани 1.000 евра. У тимској класификацији, новчане награде добијало је пет најбољих тимова, од 5.000 за побједника до 1.000 евра за петопласирани тим. У избору за најагресивнијег возача цијеле трке, побједник је добио 5.000 евра, другопласирани 4.000, а трећепласирани 3.000, док је најагресивнији возач на свакој појединачној етапи добијао по 1.000 евра. Лидер генералног пласмана добијао је по 2.000 евра дневно, лидери брдске, класификације за најбољег младог возача и класификације по поенима добијали су по 750 евра, а такође, по тројица возача која су на свакој појединачној етапи освојили највише бодова у брдској, као и у класификацији по поенима, добијали су по 700, 400 и 200 евра. Побједник сваке етапе добијао је 11.010 евра, другопласирани 5.508, трећепласирани 2.753, а новац је добијало првих 20 возача на етапи, са тим да су возачи од десетог до 20 мјеста добијали по 276 евра. На трци су постојале бројне мање класификације, како би новац зарадили и слабији тимови. Побједник спринт класификације добио је 8.000 евра, док су награде добили петорица првопласираних, а петорица првопласираних на сваком пролазном циљу на свакој етапи добијали су од 500 до 100 евра. Побједник класификације за бијег добио је 5.000 евра, а возач који је провео највише километара у бијегу на свакој етапи добијао је по 200 евра. Побједник интерђиро класификације добио је 7.000 евра, а награде су добила петорица првопласираних возача, док су на свакој етапи награде такође добијала петорица првопласираних, од 1.500 до 300 евра.
| Позиција | Класификације     | Класификације        | Класификације            | Класификације       | Класификације | Класификације        | Класификације        | Класификације           | Класификације          |
| Позиција | розе              | Плава мајица         | Љубичаста мајица         | Бијела мајица       |               |                      |                      |                         |                        |
| Позиција | Генерални пласман | Брдска класификација | Класификација по поенима | Најбољи млади возач | Тимови        | Најагресивнији возач | Спринт класификација | Интерђиро класификација | Класификација за бијег |
| -------- | ----------------- | -------------------- | ------------------------ | ------------------- | ------------- | -------------------- | -------------------- | ----------------------- | ---------------------- |
| 1.       | 265.668 евра      | 5.000 евра           | 10.000 евра              | 10.000 евра         | 5.000 евра    | 5.000 евра           | 8.000 евра           | 7.000 евра              | 5.000 евра             |
| 2.       | 113.412 евра      | 4.000 евра           | 8.000 евра               | 8.000 евра          | 4.000 евра    | 4.000 евра           | 6.000 евра           | 5.000 евра              | —                      |
| 3.       | 68.801 евро       | 3.000 евра           | 6.000 евра               | 6.000 евра          | 3.000 евра    | 3.000 евра           | 4.000 евра           | 4.000 евра              | —                      |
| 4.       | 21.516 евра       | 2.000 евра           | 4.000 евра               | 4.000 евра          | 2.000 евра    | —                    | 2.000 евра           | 3.000 евра              | —                      |
| 5.       | 18.154 евра       | 1.000 евра           | 2.000 евра               | 2.000 евра          | 1.000 евра    | —                    | 1.000 евра           | 1.000 евра              | —                      |
| 6—7.     | 13.588 евра       | —                    | —                        | —                   | —             | —                    | —                    | —                       | —                      |
| 8—9.     | 10.725 евра       | —                    | —                        | —                   | —             | —                    | —                    | —                       | —                      |
| 10.      | 7.863 евра        | —                    | —                        | —                   | —             | —                    | —                    | —                       | —                      |
| 11—20.   | 2.863 евра        | —                    | —                        | —                   | —             | —                    | —                    | —                       | —                      |
| Дневно   | 2.000 евра        | 750 евра             | 750 евра                 | 750 евра            | —             | —                    | —                    | —                       | —                      |

| Позиција на етапама | Етапе       | Етапе                | Етапе                | Етапе                    | Етапе       | Етапе                   | Етапе                | Етапе    | Етапе |
| Позиција на етапама | Циљ         | Спринт класификација | Брдска класификација | Класификација по поенима | Најбољи тим | Интерђиро класификација | Најагресивнији возач | Бијег    |       |
| ------------------- | ----------- | -------------------- | -------------------- | ------------------------ | ----------- | ----------------------- | -------------------- | -------- | ----- |
| 1.                  | 11.010 евра | 500 евра             | 700 евра             | 700 евра                 | 500 евра    | 1.500 евра              | 1.000 евра           | 200 евра |       |
| 2.                  | 5.508 евра  | 400 евра             | 400 евра             | 400 евра                 | 300 евра    | 1.000 евра              | —                    | —        |       |
| 3.                  | 2.753 евра  | 300 евра             | 200 евра             | 200 евра                 | 100 евра    | 700 евра                | —                    | —        |       |
| 4.                  | 1.377 евра  | 200 евра             | —                    | —                        | —           | 500 евра                | —                    | —        |       |
| 5.                  | 1.102 евра  | 100 евра             | —                    | —                        | —           | 300 евра                | —                    | —        |       |
| 6—7.                | 826 евра    |                      | —                    | —                        | —           |                         | —                    | —        |       |
| 8—9.                | 551 евро    |                      | —                    | —                        | —           |                         | —                    | —        |       |
| 10—20.              | 276 евра    |                      | —                    | —                        | —           |                         | —                    | —        |       |

## Етапе
Модерни Ђиро има 21 етапу или 20 етапа и пролог (хронометар испод 8 km). Три типа етапа се користе на Ђиру: групне етапе, индивидуални хронометри и тимски хронометри. Групне етапе чине највећи део етапа на сваком Ђиру. Обично се вози један или два индивидуална хронометра и један тимски, ако је укључен од стране организатора.

### Групне етапе
Већина етапа на трци су групне етапе, где сви возачи возе заједно. Групне етапе стартују у различитим градовима. возачи возе неколико километара кроз град пре званичног старта етапе (нултог километра), где директор трке маше заставицом да би означио почетак етапе. Када почне етапа, обично одмах крећу напади да би се оформио бег, који ће што дуже остати испред главне групе.
Возачима је дозвољено да се додирују, али не да се гурају или ударају. Први возач који пређе линију циља је победник етапе. Равне етапе или етапе са малим успонима, које су присутне у првој недељи трке, обично се заврше великим групним спринтом.
Сви возачи у групи добијају исто време као и победник етапе, што помаже да се избегну опасни групни спринтови. Није необично да сви возачи на трци заврше етапу заједно у групи и добију исто време као победник, иако може проћи и неколико минута док задњи возач у групи прође кроз циљ. На равним етапама, ако возачи падну у задња три километра, добијају исто време као група у којој су се налазили пре пада.
На Ђиру, додељују се секунде бонификације за три првопласиране позиције на свакој етапи.

#### Брдске етапе
Ђиро д’Италија је позната по својим тешким успонима. Сваке године, на трци буде неколико етапа које садрже брдске циљеве највеће категорије. Трка традиционално пролази кроз Алпе и Доломите. Прва етапа на којој се ишло кроз Алпе је била 1911. Доломити су укључени на Ђиро 1937. када се пролазило преко успона Роле пас и Пасо ди Косталуња. Неки од најпознатијих успона на Ђиру су Пасо дело Стелвио,Пасо Пардои и Пасо ди Гавија. Етапе у планинама обично проузрокују велике промене у генералном пласману. На равним етапама. већина возача остане у групи до краја етапе, док током брдских етапа, није необично да возачи изгубе и 30 минута или да буде дисквалификовани због завршетка етапе ван временског лимита.

### Хронометри
Возачи се на хронометрима такмиче индивидуално, против сата. Ако је прва етапа хронометар, жребањем се одређују позиције тимова. Када су позиције одређене, тимови бирају којим ће редом њихови возачи да стартују, а ако на Ђиру учествује прошлогодишњи победник, он стартује последњи. Возачи стартују са минутом разлике, док задњих 20 возача стартују са два или три минута размака. Уколико хронометар није на првој етапи, стартне позиције возача одређене су позицијом у генералном пласману. Први возач у генералном пласману стартује хронометар последњи, док задњи возач у генералном пласману стартује први. Први хронометар на Ђиру је вожен 1933. између Болоње и Фераре, дуг 62 km и победио је Алфредо Бинда.
Прва етапа на модерном Ђиру је обично кратки хронометар — пролог, да би одлучили ко носи розе мајицу на отварању. Да би био класификован као пролог, хронометар мора да буде краћи од осам километара. Први пролог на Ђиру је вожен 1968. дужине 5,7 km. Возачи су возили у необичном формату, било је група од по 10, 13 возача и време остварено на том прологу, није се рачунало.
Обично су присутна два хронометра, што је одлука организатора.

### Тимски хронометар
Тимски хронометар (TTT) је трка против сата, у којој сваки тим вози посебно. Стартне позиције тимова одређене су позицијама у тимској класификацији. Тим који је први у класификацији, стартује тимски хронометар задњи. Размак између старта два тима је пет минута. У тимском хронометру, возачи раде заједно, смењујући се на врху, да би уштедели енергију и постигли бољи резултат. За време тима на тимском хронометру узима се време петог возача који пређе линију циља, док возачи који отпадну и кроз циљ прођу касније, добијају време које су и остварили. Тимски хронометри су критиковани јер фаворизују јаке тимове, док хендикепирају јаке возаче у слабим тимовима.
Први тимски хронометар на Ђиру вожен је 1937. и победио је италијански тим Лењано. and was won by the Italian team, Legnano. Хронометар је био дуг 60 km, вожен је од Вијаређа до Марина ди масе.

## Несреће
- Италијан Орфео Понсин умро је током четврте етапе на Ђиру 1952.[297] Понсину је са спуста Мерлуца, експлодирала гума и приликом пада ударио је главом у дрво.[297]
- Шпанац Хуан Сантистебан је током прве етапе на Ђиру 1976. (21. маја) пао на главу и умро на лицу места.[297]
- Италијан Емилио Равазио умро је током Ђира 1986.[297] Равазио је 12. маја, током прве етапе пао, али је завршио етапу. Два сата након одласка у тимски хотел, пао је у кому. У коми је био 16 дана, а затим је преминуо.[297]
- Белгијанац Ваутер Вејлант умро је током Ђира 2011. 9. маја, током треће етапе, на око 17 km. до циља, Вејлант је пао на спусту са Пасо дел Бока и задобио фаталне повреде главе.[298]

## Трофеј
Трофеј Сенца Фајн креиран је 1999. и први пут је додељен победнику Ђира 2000. На њему су угравирана имена свих победника и на крају сваког Ђира се додаје име новог победника.
Направљен је од бакра, окован 18 каратним златом.
Тежак је 9,5 kg широк је 20,4 cm а висок 53,5 cm.
Трофеј је први подигао Стефано Гарцели, победник Ђира 2000.

## Рекорди и занимљивости
- Најмлађи победник је Фаусто Копи, који је освојио Ђиро 1940. са 20 година и 268 дана;[300]
- најстарији победник је Фјоренцо Мањи, који је освојио Ђиро 1955. са 34 године и 180 дана;[300]
- најстарији возач који је учествовао је Ђовани Ђерби, који је имао 47 година када је возио Ђиро 1932;[300]
- најдужа икад етапа вожена је 1914. од Луке до Рима, у дужини од 430 km. Победио је Костанте Ђирарденго;[300]
- најдужи хронометар вожен је 1951. од Перуђе до Терније, джине од 81 km. Победио је Фаусто Копи;[300]
- први пут је Ђиро ишао ван Италије 1920. када је пролазио кроз Швајцарску;[300]
- први пут у историји Ђиро је ишао ван Европе 2018, када су први три етапе вожене у Израелу.[301]
- године 1921. Ђиро је сниман и приказиван у биоскопу;[300]
- највише етапних победа на једном Ђиру остварио је Алфредо Бинда, 12 на Ђиру 1927;[300]
- највише узастопних етапних победа остварио је Алфредо Бинда, 8 на Ђиру 1929;[300]
- највећа временска разлика између победника и другопласираног остварена је на Ђиру 1914. када је Алфонсо Калцолари освојио Ђиро сат, 57 минута и 26 секунди испред Пјерина Албинија;[24][300]
- најмања временска разлика између победника и другопласираног остварена је на Ђиру 1948. када је Фјоренцо Мањи освојио Ђиро са 11 секунди испред Еција Чекија;[59][300]
- Најстарији возач који је трку завршио на једном од прва три мјеста у генералном пласману је Герент Томас, који је 2024. завршио на трећем мјесту са 38 година.[302]

| Временска разлика | Година | Ривали                               | Референца |
| ----------------- | ------ | ------------------------------------ | --------- |
| 11"               | 1948.  | Фјоренцо Мањи — Ецио Чеки            | [ 59 ]    |
| 12"               | 1974.  | Еди Меркс — Ђамбатиста Баронкели     | [ 109 ]   |
| 13"               | 1955.  | Фјоренцо Мањи — Фаусто Копи          | [ 72 ]    |
| 14"               | 2023.  | Примож Роглич — Герент Томас         | [ 303 ]   |
| 16"               | 2012.  | Рајдер Хеседал — Хоаким Родригез     | [ 304 ]   |
| 19"               | 1957.  | Гастоне Ненчини — Луизон Бобе        | [ 79 ]    |
| 19"               | 1976.  | Феличе Ђимонди — Јохан де Мојнк      | [ 114 ]   |
| 28"               | 1960.  | Жак Анкетил — Гастоне Ненчини        | [ 85 ]    |
| 28"               | 2005.  | Паоло Саволдели — Ђилберто Симони    | [ 305 ]   |
| 31"               | 2017   | Том Димулен — Наиро Кинтана          | [ 306 ]   |
| 37"               | 1923.  | Костанте Ђирарденго — Ђовани Брунеро | [ 31 ]    |

- Највише дана у розе мајици провео је Еди Меркс, 77.[307]

| Позиција | Име             | Држава    | Укупно дана проведених у розе мајици | Укупан број победа | Године                                  |
| -------- | --------------- | --------- | ------------------------------------ | ------------------ | --------------------------------------- |
| 1        | Еди Меркс       | Белгија   | 77                                   | 5                  | 1968,1969,1970,1972,1973,1974           |
| 2        | Алфредо Бинда   | Италија   | 65                                   | 5                  | 1925,1927,1928,1929,1931,1933           |
| 4        | Франческо Мозер | Италија   | 50                                   | 1                  | 1976,1977,1979,1980,1981,1982,1984,1985 |
| 5        | Ђузепе Сарони   | Италија   | 48                                   | 2                  | 1979,1981,1983,1985,1986                |
| 6        | Ђино Бартали    | Италија   | 42                                   | 3                  | 1936,1937,1939,1946,1947                |
| 6        | Жак Анкетил     | Француска | 42                                   | 2                  | 1959,1960,1961,1964,1967                |
| 8        | Фаусто Копи     | Италија   | 31                                   | 5                  | 1925,1927,1928,1929,1931,1933           |
| 8        | Бернар Ино      | Француска | 31                                   | 3                  | 1980,1982,1985                          |

## Најуспешнији учесници
Тројица имају по пет победа:
- Алфредо Бинда, (1925, 1927, 1928, 1929. и 1933)
- Фаусто Копи, (1940, 1947, 1949, 1952. и 1953)
- Еди Меркс (1968, 1970, 1972, 1973. и 1974)

Петорица имају по три победе:
- Ђовани Брунеро (1921, 1922. и 1926)
- Ђино Бартали (1936, 1937. и 1946)
- Фјоренцо Мањи (1948, 1951. и 1955)
- Феличе Ђимонди (1967, 1969. и 1976)
- Бернар Ино (1980, 1982. и 1985).

Феличе Ђимонди је најуспешнији учесник на Ђиру, са укупно девет подијума, од чега је три пута био први, два пута други и четири пута трећи.

## Списак победника
Победници Ђиро д’Италије
- 2025.  Сајмон Јејтс
- 2024.  Тадеј Погачар
- 2023.  Примож Роглич
- 2022.  Џај Хиндли
- 2021.  Еган Бернал
- 2020.  Тео Гејган Харт
- 2019.  Ричард Карапаз
- 2018.  Крис Фрум
- 2017.  Том Димулен
- 2016.  Винченцо Нибали
- 2015.  Алберто Контадор
- 2014.  Наиро Кинтана
- 2013.  Винченцо Нибали
- 2012.  Рајдер Хеседал
- 2011.  Микеле Скарпони[н 1]
- 2010.  Иван Басо
- 2009.  Денис Мењшов
- 2008.  Алберто Контадор
- 2007.  Данило ди Лука
- 2006.  Иван Басо
- 2005.  Паоло Саволдели
- 2004.  Дамијано Кунего
- 2003.  Ђилберто Симони
- 2002.  Паоло Саволдели
- 2001.  Ђилберто Симони
- 2000.  Стефано Гарцели
- 1999.  Иван Готи
- 1998.  Марко Пантани
- 1997.  Иван Готи
- 1996.  Павел Тонков
- 1995.  Тони Ромингер
- 1994.  Евгениј Берзин
- 1993.  Мигел Индураин
- 1992.  Мигел Индураин
- 1991.  Франко Кјочоли
- 1990.  Ђани Буњо
- 1989.  Лоран Фињон
- 1988.  Ендру Хампстен
- 1987.  Стивен Роуч
- 1986.  Роберто Визентини
- 1985.  Бернар Ино
- 1984.  Франческо Мозер
- 1983.  Ђузепе Сарони
- 1982.  Бернар Ино
- 1981.  Ђовани Батаљин
- 1980.  Бернар Ино
- 1979.  Ђузепе Сарони
- 1978.  Јохан де Мојнк
- 1977.  Михел Полентир
- 1976.  Феличе Ђимонди
- 1975.  Фаусто Бертољо
- 1974.  Еди Меркс
- 1973.  Еди Меркс
- 1972.  Еди Меркс
- 1971.  Геста Петерсон
- 1970.  Еди Меркс
- 1969.  Феличе Ђимонди
- 1968.  Еди Меркс
- 1967.  Феличе Ђимонди
- 1966.  Ђани Мота
- 1965.  Виторио Адорни
- 1964.  Жак Анкетил
- 1963.  Франко Балмамион
- 1962.  Франко Балмамион
- 1961.  Арналдо Памбјанко
- 1960.  Жак Анкетил
- 1959.  Шарли Гол
- 1958.  Ерколе Балдини
- 1957.  Гастоне Ненчини
- 1956.  Шарли Гол
- 1955.  Фјоренцо Мањи
- 1954.  Карло Клеричи
- 1953.  Фаусто Копи
- 1952.  Фаусто Копи
- 1951.  Фјоренцо Мањи
- 1950.  Хуго Коблет
- 1949.  Фаусто Копи
- 1948.  Фјоренцо Мањи
- 1947.  Фаусто Копи
- 1946.  Ђино Бартали
- 1941—1945. Други светски рат
- 1940.  Фаусто Копи
- 1939.  Ђовани Валети
- 1938.  Ђовани Валети
- 1937.  Ђино Бартали
- 1936.  Ђино Бартали
- 1935.  Васко Бергамаски
- 1934.  Леарко Гвера
- 1933.  Алфредо Бинда
- 1932.  Антонио Пезенти
- 1931.  Франческо Камусо
- 1930.  Луиђи Маркизио
- 1929.  Алфредо Бинда
- 1928.  Алфредо Бинда
- 1927.  Алфредо Бинда
- 1926.  Ђовани Брунеро
- 1925.  Алфредо Бинда
- 1924.  Ђузепе Енричи
- 1923.  Костанте Ђирарденго
- 1922.  Ђовани Брунеро
- 1921.  Ђовани Брунеро
- 1920.  Гаетано Балони
- 1919.  Костанте Ђирарденго
- 1915—1918. Први светски рат
- 1914.  Алфонсо Калцолари
- 1913.  Карло Оријани
- 1912.  Тим Атала[н 2]
- 1911.  Карло Галети
- 1910.  Карло Галети
- 1909.  Луиђи Гана

### Статистика
Највише победа имају Италијани (69), Белгијанци (7), затим Французи са 6 победа. Остали резултати су наведени у следећим табелама:
| Позиција | Држава          | Број победа |
| -------- | --------------- | ----------- |
| 1.       | Италија         | 69          |
| 2.       | Белгија         | 7           |
| 3.       | Француска       | 6           |
| 4.       | Шпанија         | 4           |
| 5.       | Швајцарска      | 3           |
| 5.       | Русија          | 3           |
| 5.       | УК              | 3           |
| 7.       | Луксембург      | 2           |
| 7.       | Колумбија       | 2           |
| 7.       | Словенија       | 2           |
| 10.      | САД             | 1           |
| 10.      | Република Ирска | 1           |
| 10.      | Шведска         | 1           |
| 10.      | Канада          | 1           |
| 10.      | Холандија       | 1           |
| 10.      | Еквадор         | 1           |
| 10.      | Аустралија      | 1           |

| Позиција | Бициклиста           | Број победа |
| -------- | -------------------- | ----------- |
| 1.       | Алфредо Бинда        | 5           |
| 1.       | Фаусто Копи          | 5           |
| 1.       | Еди Меркс            | 5           |
| 4.       | Ђовани Брунеро       | 3           |
| 4.       | Ђино Бартали         | 3           |
| 4.       | Фјоренцо Мањи        | 3           |
| 4.       | Феличе Ђимонди       | 3           |
| 4.       | Бернар Ино           | 3           |
| 9.       | Карло Галети         | 2           |
| 9.       | Константе Ђирарденго | 2           |
| 9.       | Ђовани Валети        | 2           |
| 9.       | Шарли Гол            | 2           |
| 9.       | Франко Балмамион     | 2           |
| 9.       | Жак Анкетил          | 2           |
| 9.       | Ђузепе Сарони        | 2           |
| 9.       | Мигел Индураин       | 2           |
| 9.       | Иван Готи            | 2           |
| 9.       | Ђилберто Симони      | 2           |
| 9.       | Паоло Саволдели      | 2           |
| 9.       | Иван Басо            | 2           |
| 9.       | Алберто Контадор     | 2           |
| 9.       | Винченцо Нибали      | 2           |

| Позиција | Бициклиста          | Број победа |
| -------- | ------------------- | ----------- |
| 1.       | Марио Чиполини      | 42          |
| 2.       | Алфредо Бинда       | 41          |
| 3.       | Леарко Гвера        | 31          |
| 4.       | Костанте Ђирарденго | 30          |
| 5.       | Еди Меркс           | 24          |
| 5.       | Ђузепе Сарони       | 24          |
| 7.       | Франческо Мозер     | 23          |
| 8.       | Фаусто Копи         | 22          |
| 8.       | Рогер де Фламинк    | 22          |
| 8.       | Алесандро Петаки    | 22          |
| 11.      | Франко Битоси       | 21          |
| 12.      | Мигел Поблет        | 20          |
| 13.      | Ђузепе Олмо         | 19          |
| 14.      | Ђино Бартали        | 17          |
| 14.      | Адолфо Леони        | 17          |
| 14.      | Марк Кевендиш       | 17          |

| Позиција | Бициклиста          | Број победа |
| -------- | ------------------- | ----------- |
| 1.       | Франческо Мозер     | 4           |
| 1.       | Ђузепе Сарони       | 4           |
| 3.       | Рогер де Фламинк    | 3           |
| 3.       | Јохан ван дер Велде | 3           |
| 3.       | Марио Чиполини      | 3           |
| 6.       | Еди Меркс           | 2           |
| 6.       | Франко Битоси       | 2           |
| 6.       | Паоло Бетини        | 2           |
| 6.       | Ђакомо Ницоло       | 2           |
| 6.       | Арно Демар          | 2           |
| 6.       | Џонатан Милан       | 2           |

| Позиција | Бициклиста         | Број победа |
| -------- | ------------------ | ----------- |
| 1.       | Ђино Бартали       | 7           |
| 2.       | Хосе Мануел Фуенте | 4           |
| 3.       | Фаусто Копи        | 3           |
| 3.       | Франко Битоси      | 3           |
| 3.       | Клаудио Бортолото  | 3           |
| 3.       | Клаудио Кјапучи    | 3           |
| 7.       | Рафаел Жеминиани   | 2           |
| 7.       | Шарли Гол          | 2           |
| 7.       | Вито Таконе        | 2           |
| 7.       | Андрес Олива       | 2           |
| 7.       | Лусин ван Импе     | 2           |
| 7.       | Маријано Пиколи    | 2           |
| 7.       | Чепе Гонзалес      | 2           |
| 7.       | Фреди Гонзалес     | 2           |
| 7.       | Стефано Гарцели    | 2           |

| Позиција | Бициклиста        | Број победа |
| -------- | ----------------- | ----------- |
| 1.       | Владимир Пулников | 2           |
| 1.       | Павел Тонков      | 2           |
| 1.       | Боб Јунгелс       | 2           |
| 1.       | Мигел Анхел Лопез | 2           |

### Цитирана библиографија
- Fotheringham, William (2003). A Century of Cycling: The Classic Races and Legendary Champions. Приступљено 28. 12. 2016.
- Foot, John (2011). Pedalare! Pedalare!. ISBN 978-1-4088-2219-7. Приступљено 30. 12. 2016.